# Time 100
Time 100 là danh sách công bố hằng năm do tạp chí TIME bầu chọn. Trong danh sách liệt kê những người có tầm ảnh hưởng lớn tới thế giới. Họ có thể là chính trị gia, nguyên thủ quốc gia, ca sĩ-nhạc sĩ, nhà lãnh đạo, v.v... Danh sách này được công bố lần đầu năm 1999 (cuối thế kỉ 20) để công bố những người có ảnh hưởng lớn tới thế giới vào thế kỉ 20, trong đó đứng đầu là Albert Einstein. Tiêu chí của danh sách này là những người có ảnh hưởng, kể cả xấu lẫn tốt, đều được thêm vào.
Năm 2019, Time  cho ra mắt danh sách Time 100 Next, tôn vinh "100 ngôi sao đang lên sẽ định hình nên tương lai của ngành thương mại, giải trí, thể thao, chính trị, khoa học, sức khỏe và hơn thế nữa."

## Lịch sử
Danh sách này được bắt đầu với cuộc tranh luận tại một hội nghị ở Washington, DC vào ngày 1 tháng 2 năm 1998. Năm 1999, Danh sách được xuất bản đầu tiên được Tạp chí Time đặt tên là 100 nhân vật ảnh hưởng nhất thế giới của thế kỷ 20. Năm 2004, Tạp chí Time quyết định hàng năm công bố bản danh sách nhân vật ảnh hưởng nhất thế giới của năm và bắt đầu từ năm 2004 trở đi. Chia ra làm 05 loại:
- Lãnh đạo và cách mạng
- Xây dựng và sáng tạo
- Khoa học và tư tưởng
- Anh hùng và thần tượng
- Nghệ thuật và Giải trí

### Thế kỷ 20
Xem thêm: Danh sách Nhân vật ảnh hưởng nhất thế giới thế kỷ 20

### Thế kỷ 21

#### Năm 2004
Xem thêm: Time 100: Danh sách nhân vật ảnh hưởng nhất trên thế giới năm 2004

#### Năm 2005
Xem thêm: Time 100: Danh sách nhân vật ảnh hưởng nhất trên thế giới năm 2005

#### Năm 2006
Xem thêm: Time 100: Danh sách nhân vật ảnh hưởng nhất trên thế giới năm 2006

#### Năm 2007
Xem thêm: Time 100: Danh sách nhân vật ảnh hưởng nhất trên thế giới năm 2007

#### Năm 2008
Xem thêm: Time 100: Danh sách nhân vật ảnh hưởng nhất trên thế giới năm 2008

#### Năm 2009
Xem thêm: Time 100: Danh sách nhân vật ảnh hưởng nhất trên thế giới năm 2009

#### Năm 2010
Xem thêm: Time 100: Danh sách nhân vật ảnh hưởng nhất trên thế giới năm 2010

#### Năm 2011
Xem thêm: Time 100: Danh sách nhân vật ảnh hưởng nhất trên thế giới năm 2011

#### Năm 2012
Xem thêm: Time 100: Danh sách nhân vật ảnh hưởng nhất trên thế giới năm 2012

#### Năm 2013
Xem thêm: Time 100: Danh sách nhân vật ảnh hưởng nhất trên thế giới năm 2013

#### Năm 2014
Xem thêm: Time 100: Danh sách nhân vật ảnh hưởng nhất trên thế giới năm 2014

#### Năm 2015
Xem thêm: Time 100: Danh sách nhân vật ảnh hưởng nhất trên thế giới năm 2015

#### Năm 2016
Xem thêm: Time 100: Danh sách nhân vật ảnh hưởng nhất trên thế giới năm 2016

#### Năm 2017
Xem thêm: Time 100: Danh sách nhân vật ảnh hưởng nhất trên thế giới năm 2017

#### Năm 2018
Xem thêm: Time 100: Danh sách nhân vật ảnh hưởng nhất trên thế giới năm 2018

## Những gương mặt tiêu biểu

### Có mặt 5 lần trở lên

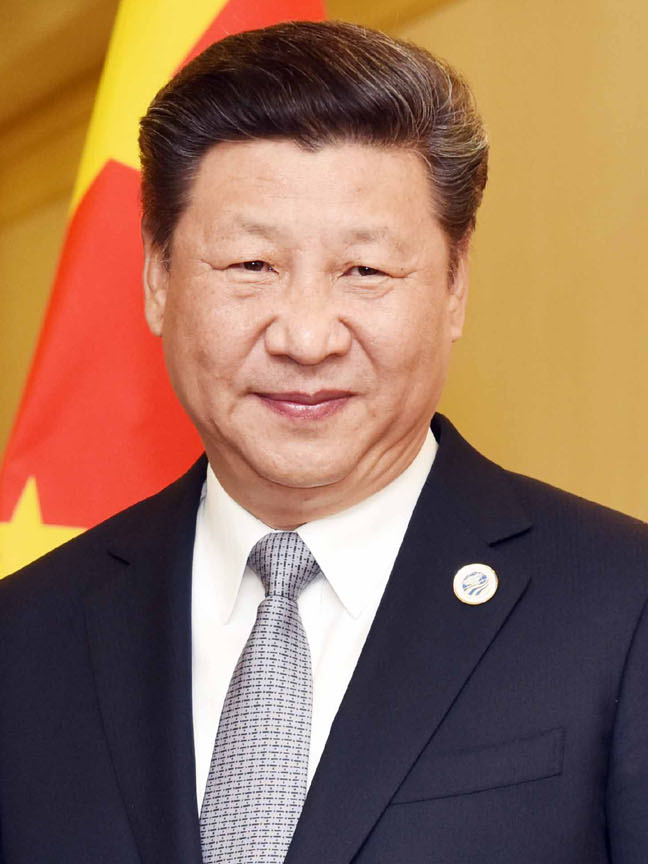
Tập Cận Bình 13 lần: 2022, 2021, 2020, 2019, 2018, 2017, 2016, 2015, 2014, 2013, 2012, 2011 & 2009
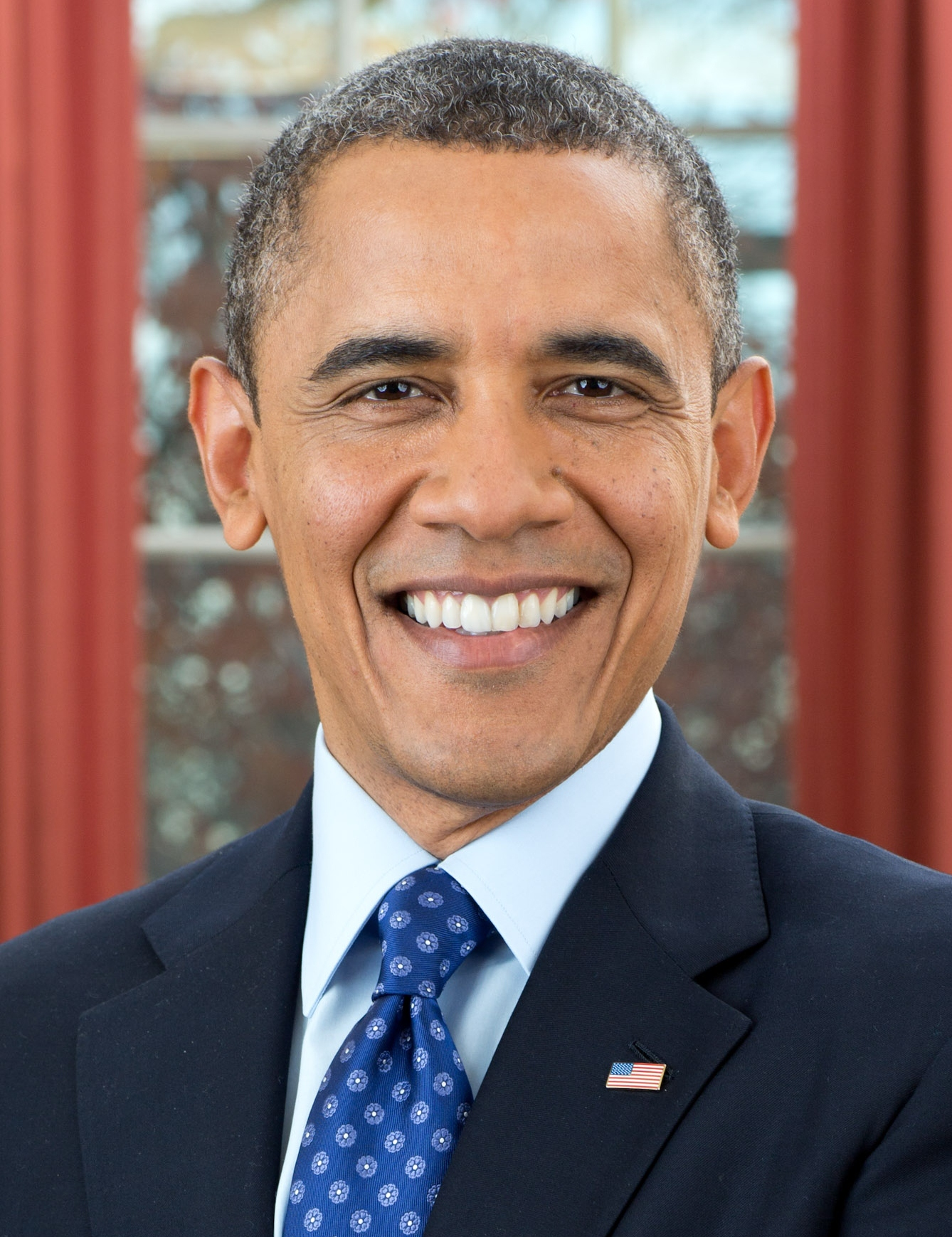
Barack Obama 11 lần: 2016, 2015, 2014, 2013, 2012, 2011, 2010, 2009, 2008, 2007 & 2005
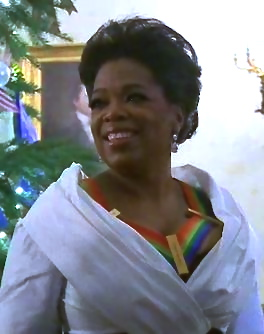
Oprah Winfrey 11 lần: 2020, 2018, 2011, 2010, 2009, 2008, 2007, 2006, 2005, 2004 & thế kỷ 20
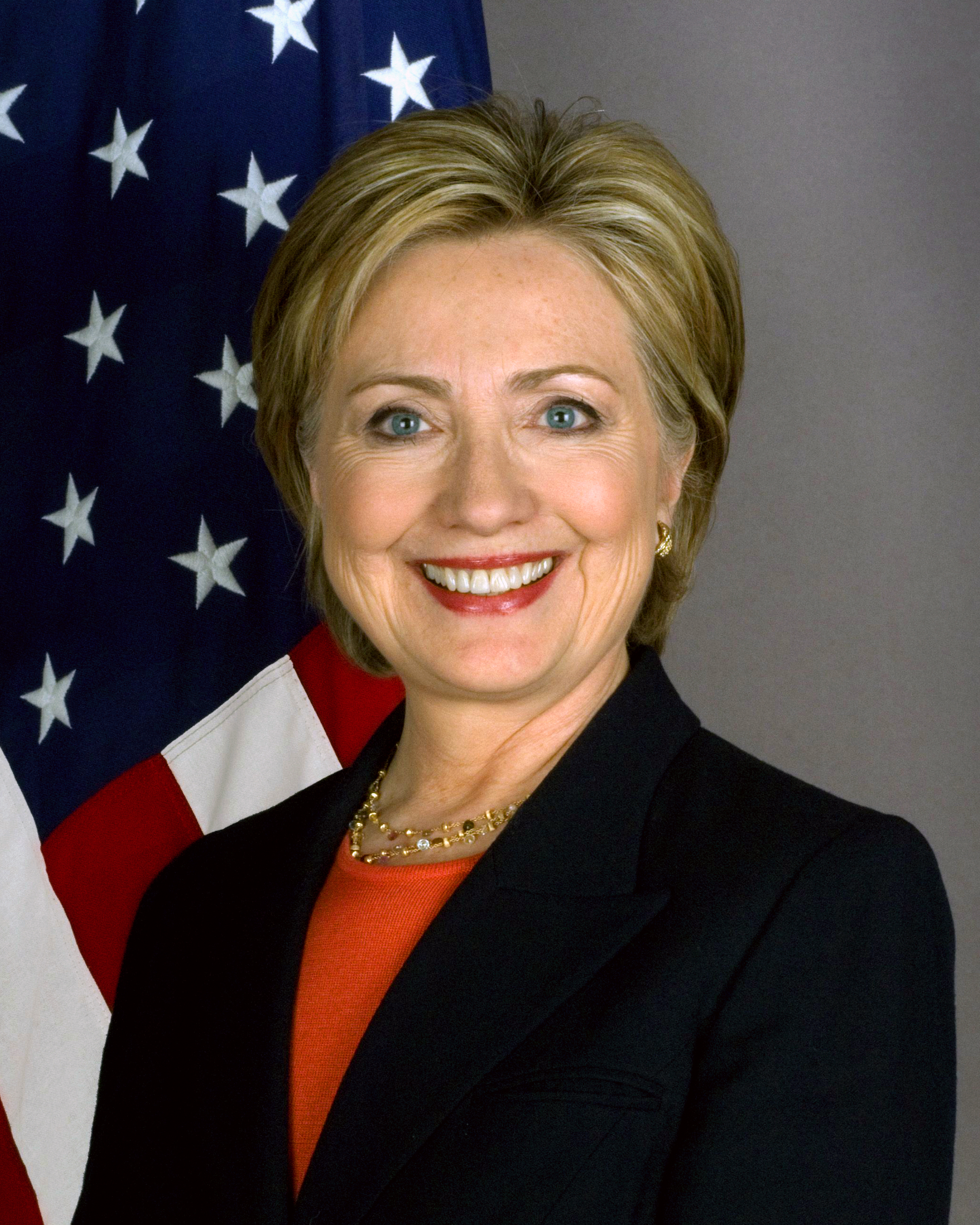
Hillary Rodham Clinton 10 lần: 2016, 2015, 2014, 2012, 2011, 2009, 2008, 2007, 2006, & 2004
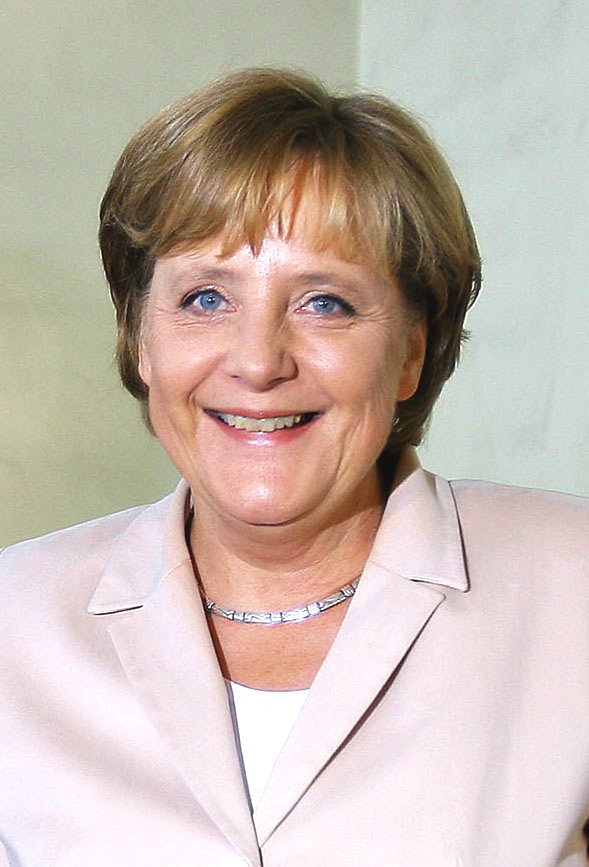
Angela Merkel 9 lần: 2020, 2016, 2015, 2014, 2012, 2011, 2009, 2007 & 2006
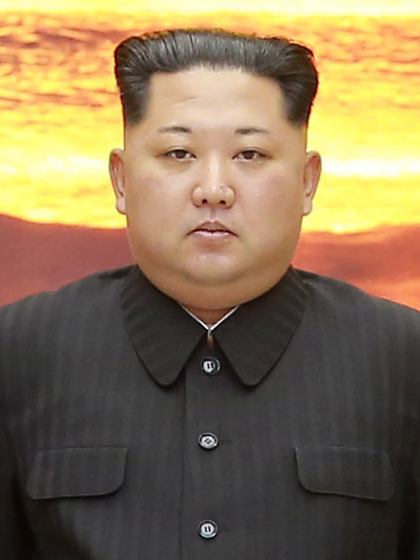
Kim Jong-un 8 lần: 2018, 2017, 2016, 2015, 2014, 2013, 2012 & 2011
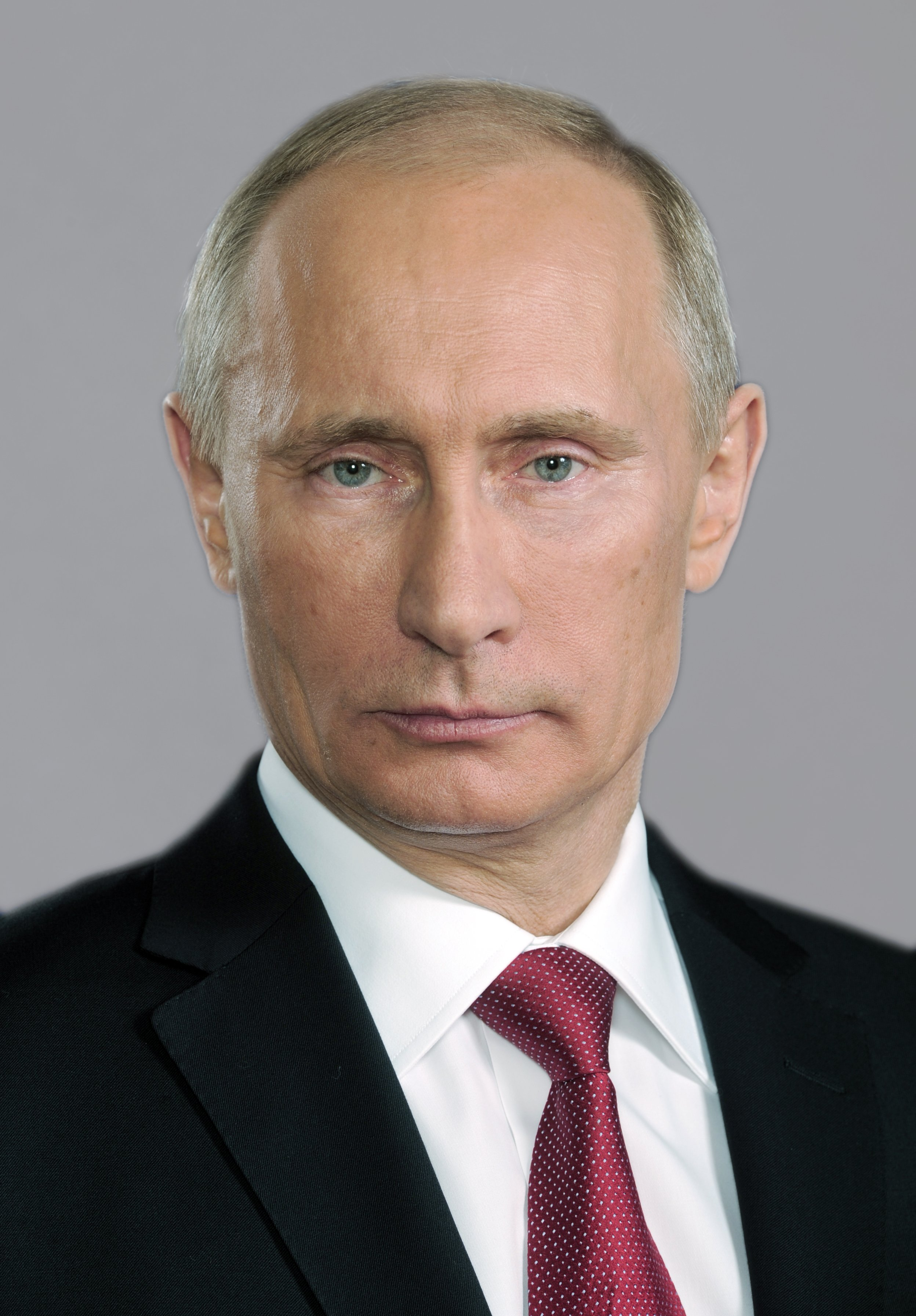
Vladimir Putin 7 lần: 2022, 2017, 2016, 2015, 2014, 2008 & 2004
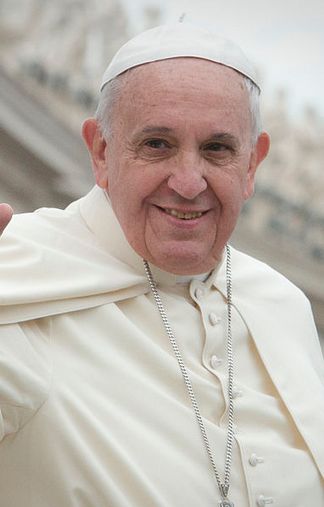
Giáo hoàng Francis 6 lần: 2019, 2017, 2016, 2015, 2014 & 2013
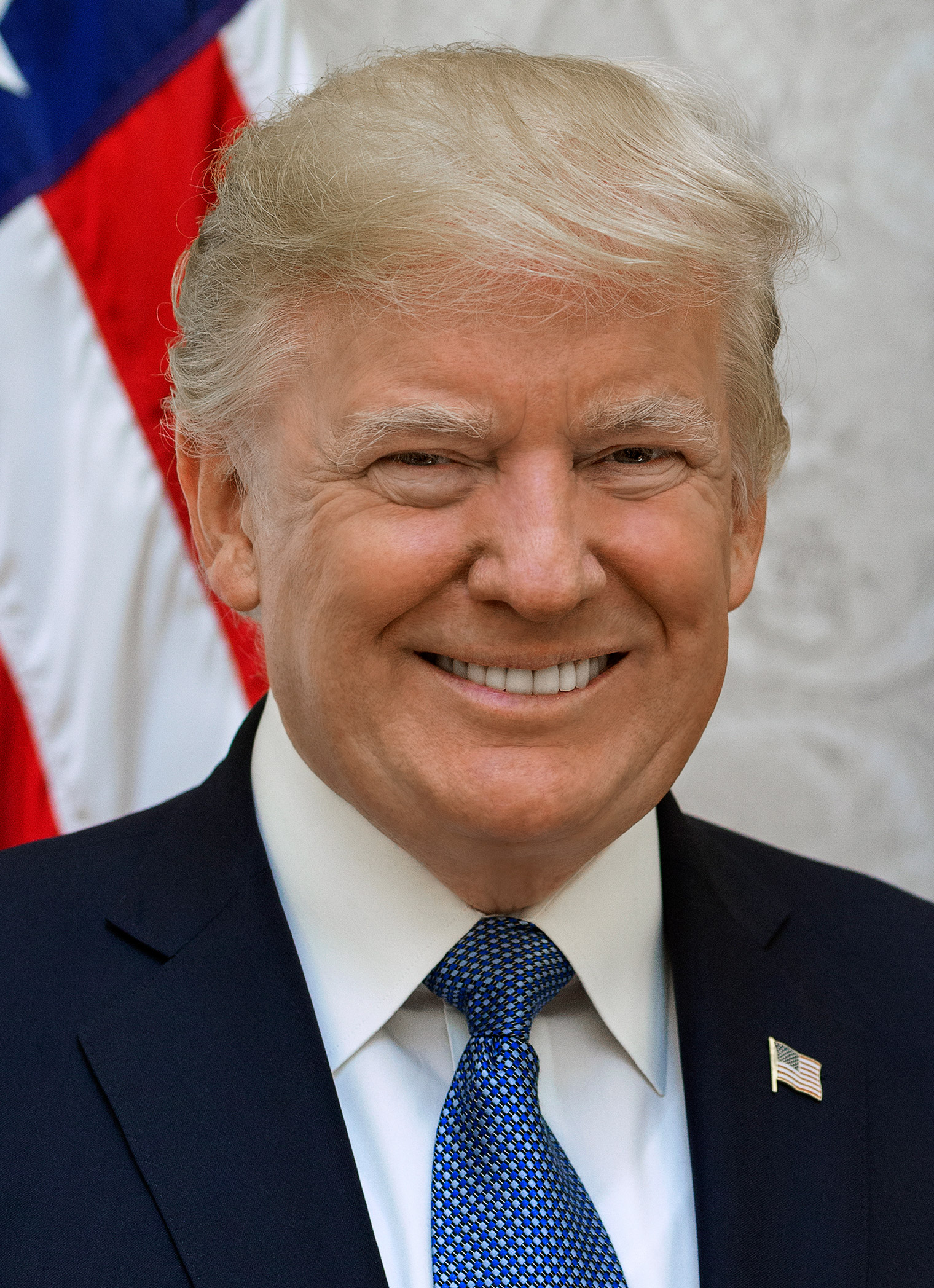
Donald Trump 6 lần: 2021, 2020, 2019, 2018, 2017 & 2016
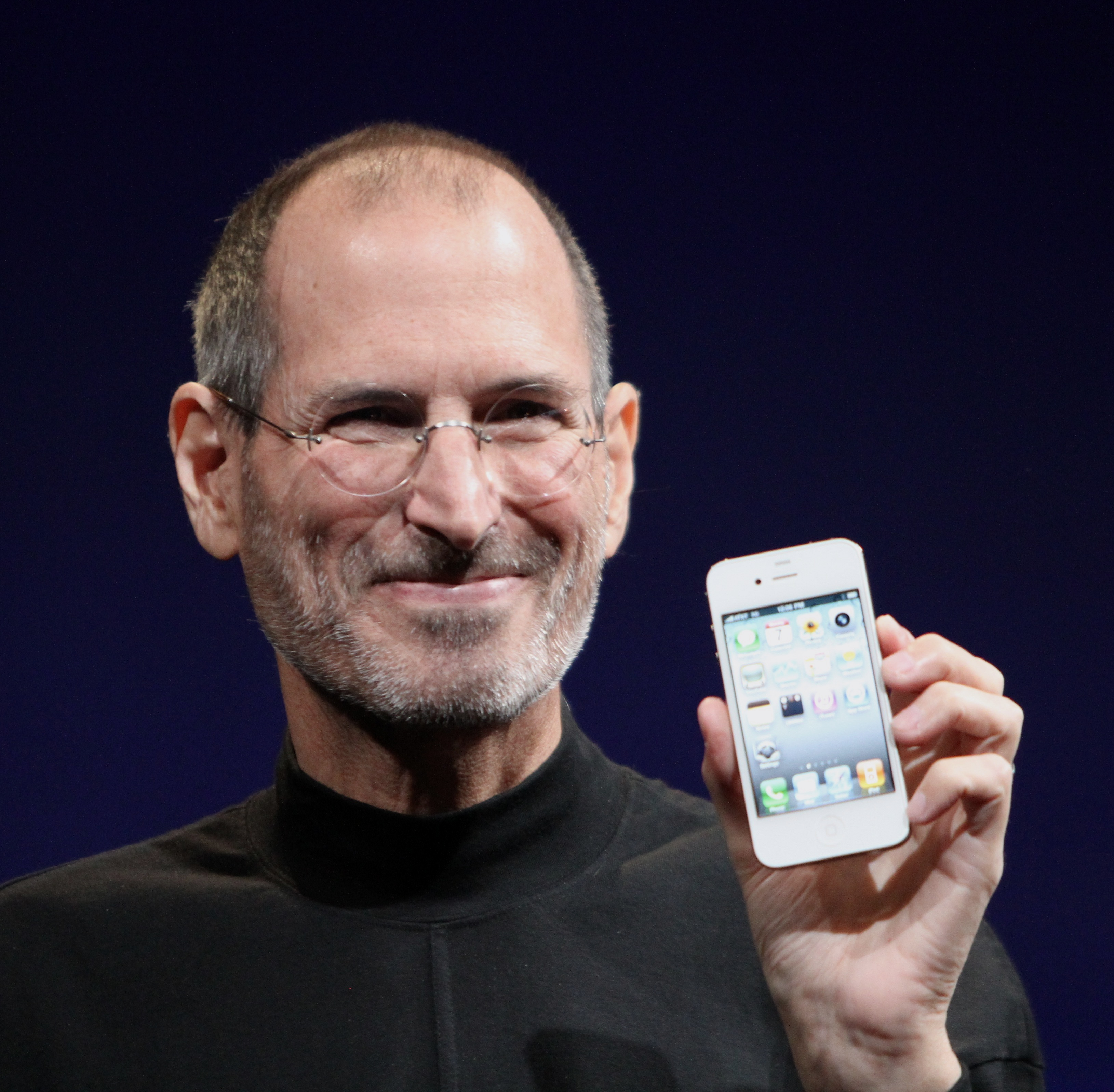
Steve Jobs 5 lần: 2010, 2008, 2007, 2005 & 2004
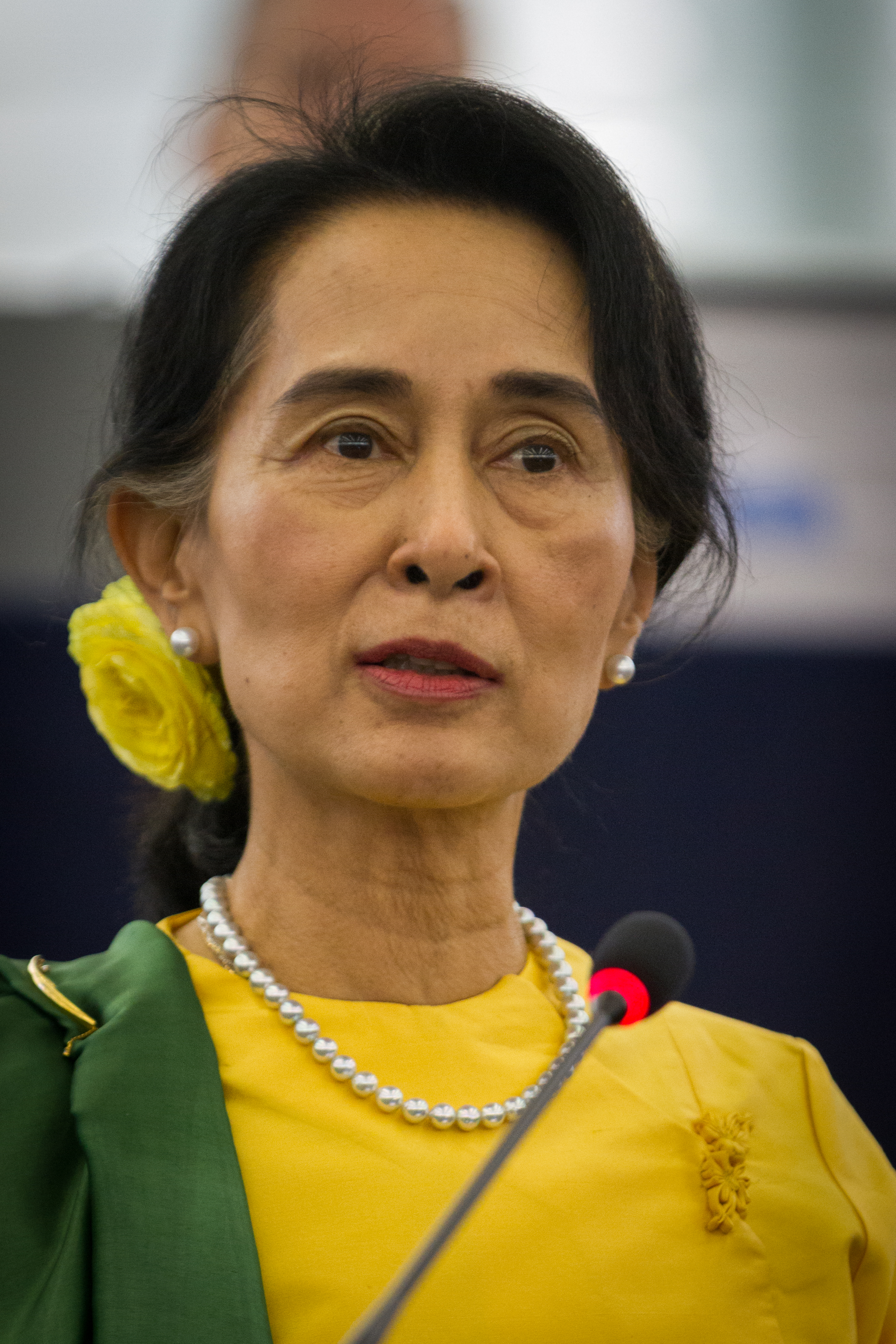
Aung San Suu Kyi 5 lần: 2016, 2013, 2011, 2008 & 2004
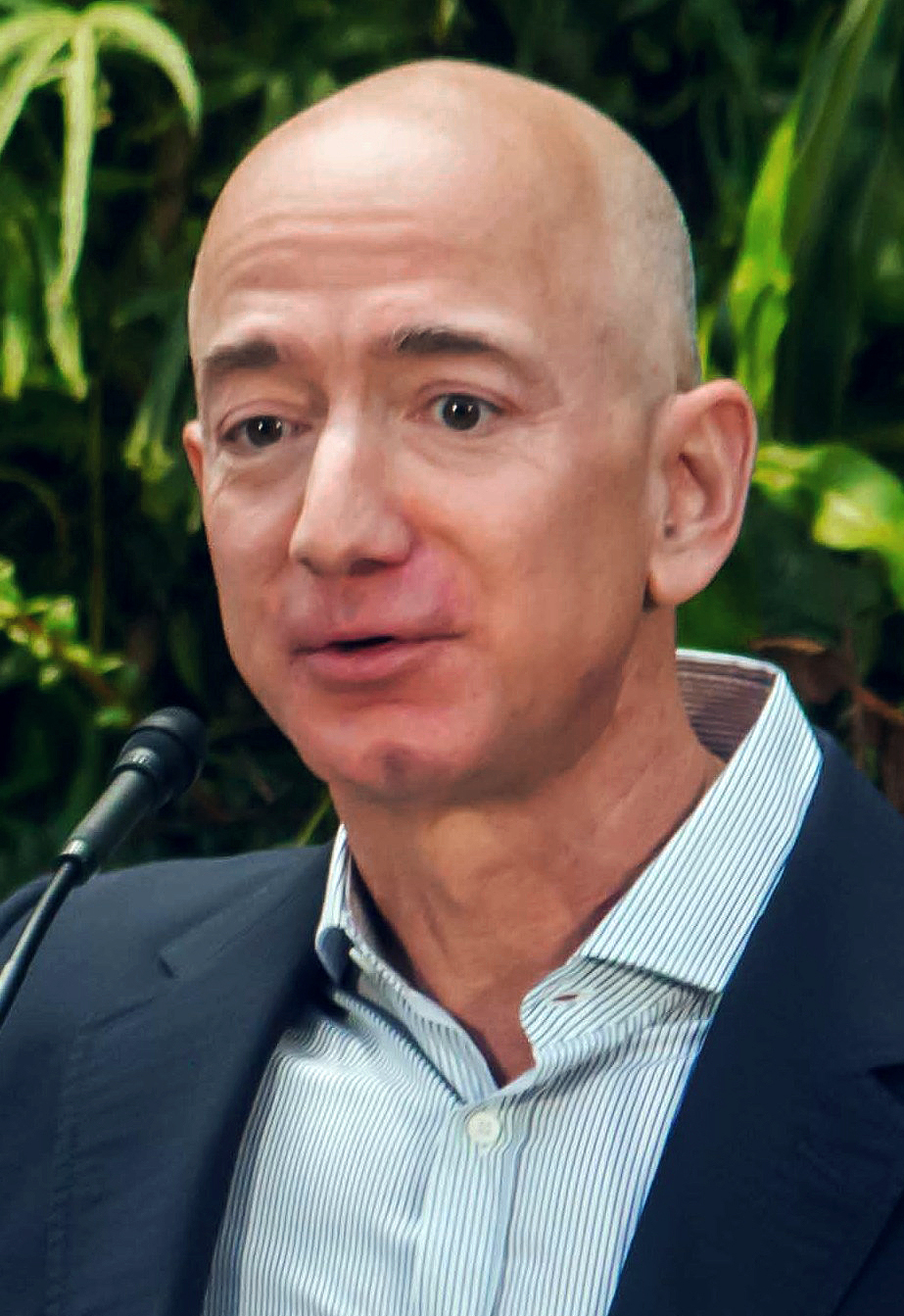
Jeff Bezos 5 lần: 2018, 2017, 2014, 2009 & 2008
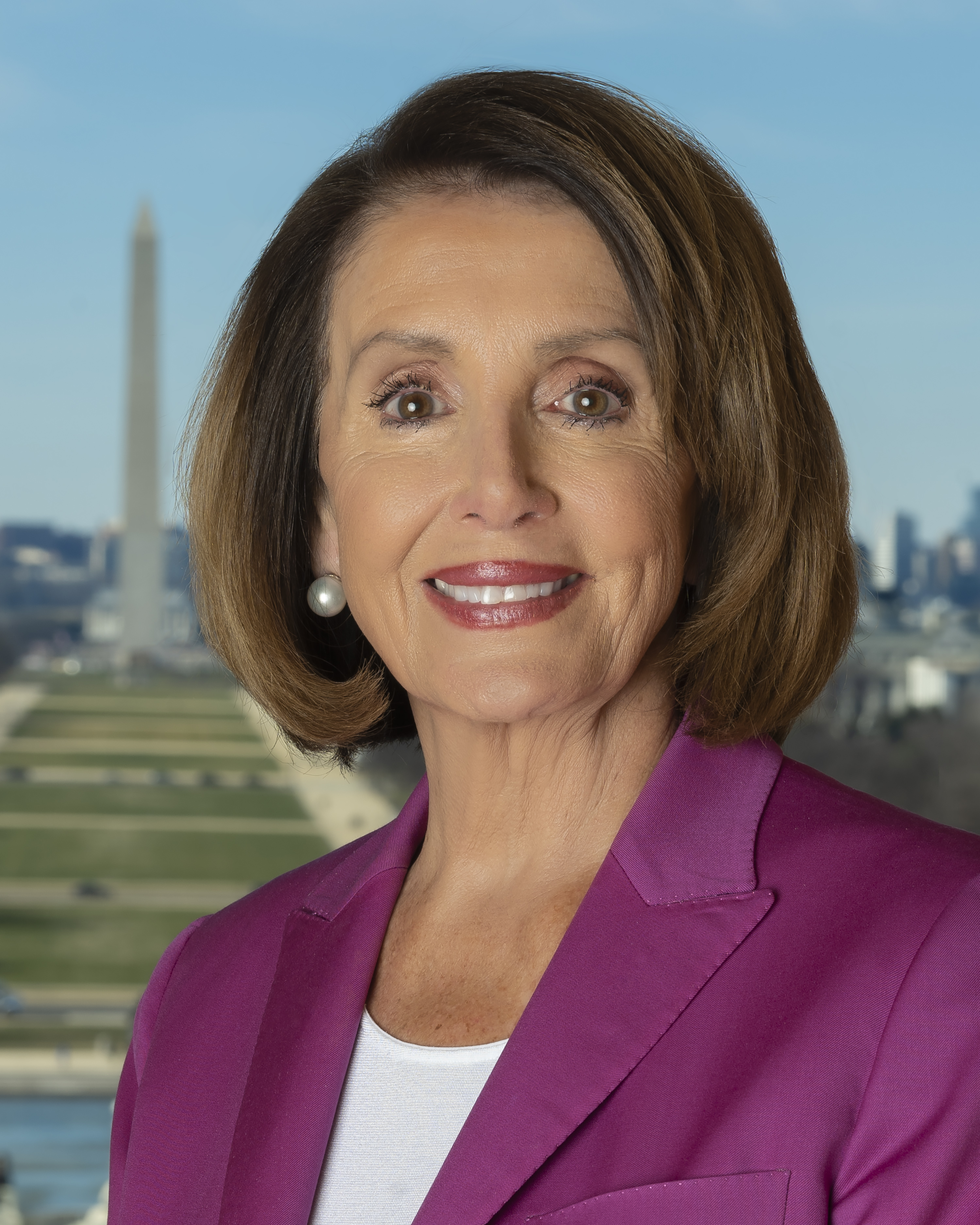
Nancy Pelosi 5 lần: 2020, 2019, 2018, 2010 & 2007
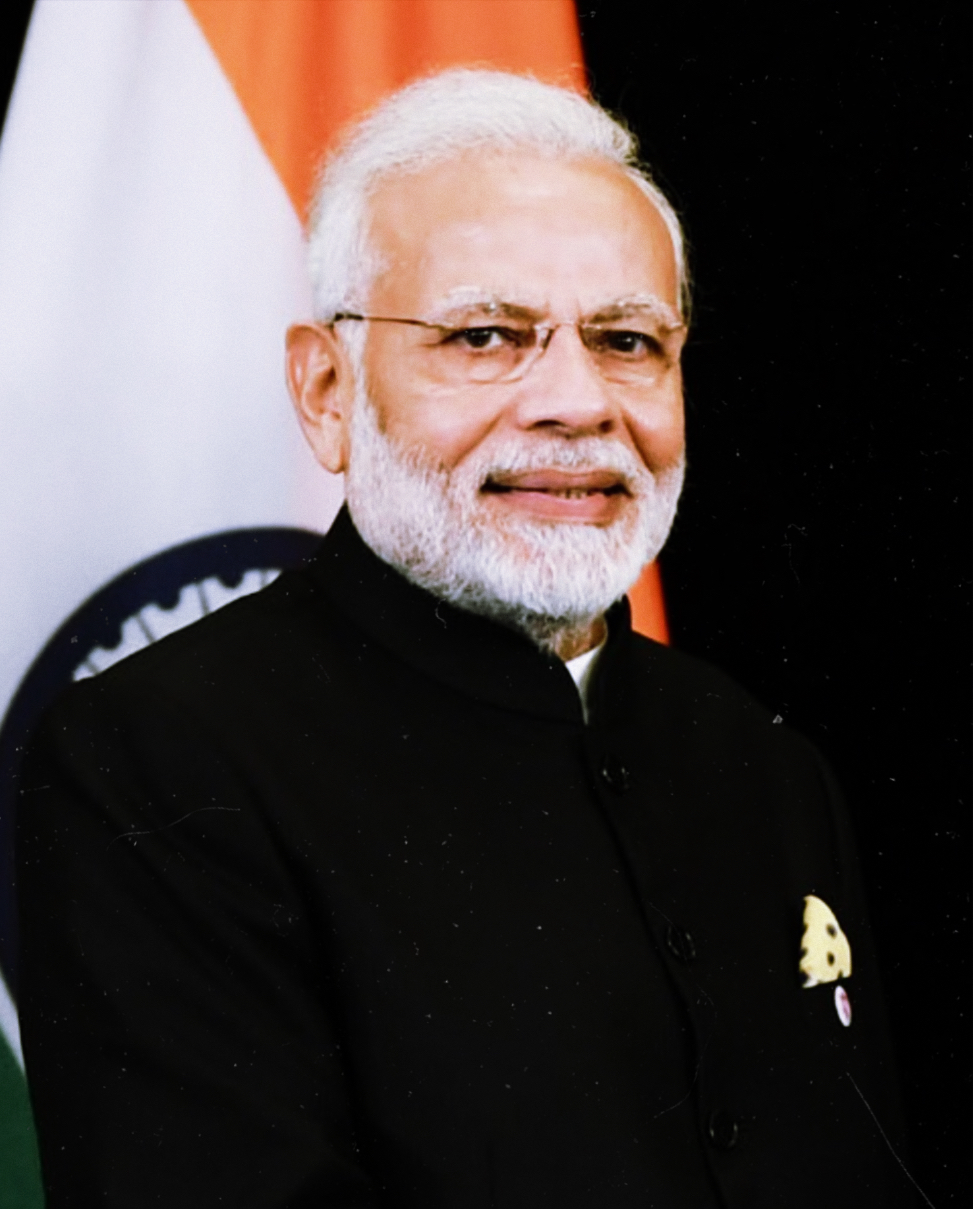
Narendra Modi 5 lần: 2021, 2020, 2017, 2015 & 2014
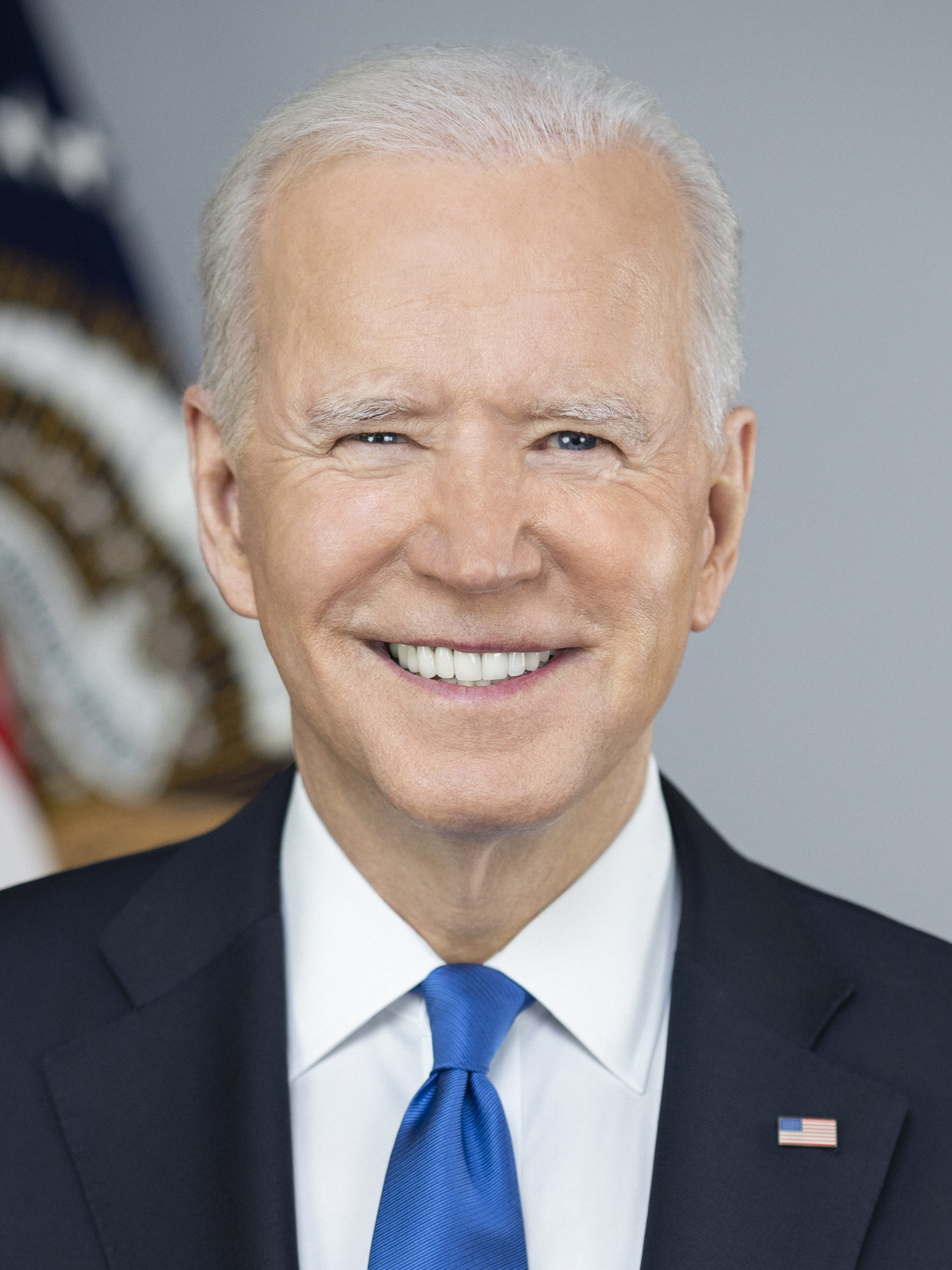
Joe Biden 5 lần: 2022, 2021, 2020, 2013 & 2011
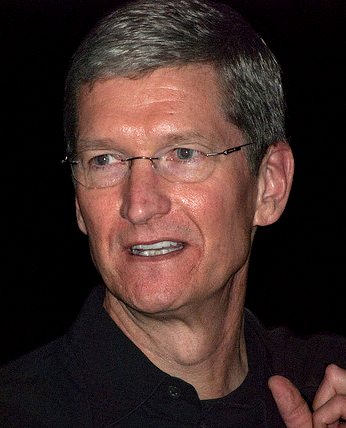
Tim Cook 5 lần: 2022, 2021, 2016, 2015, 2012
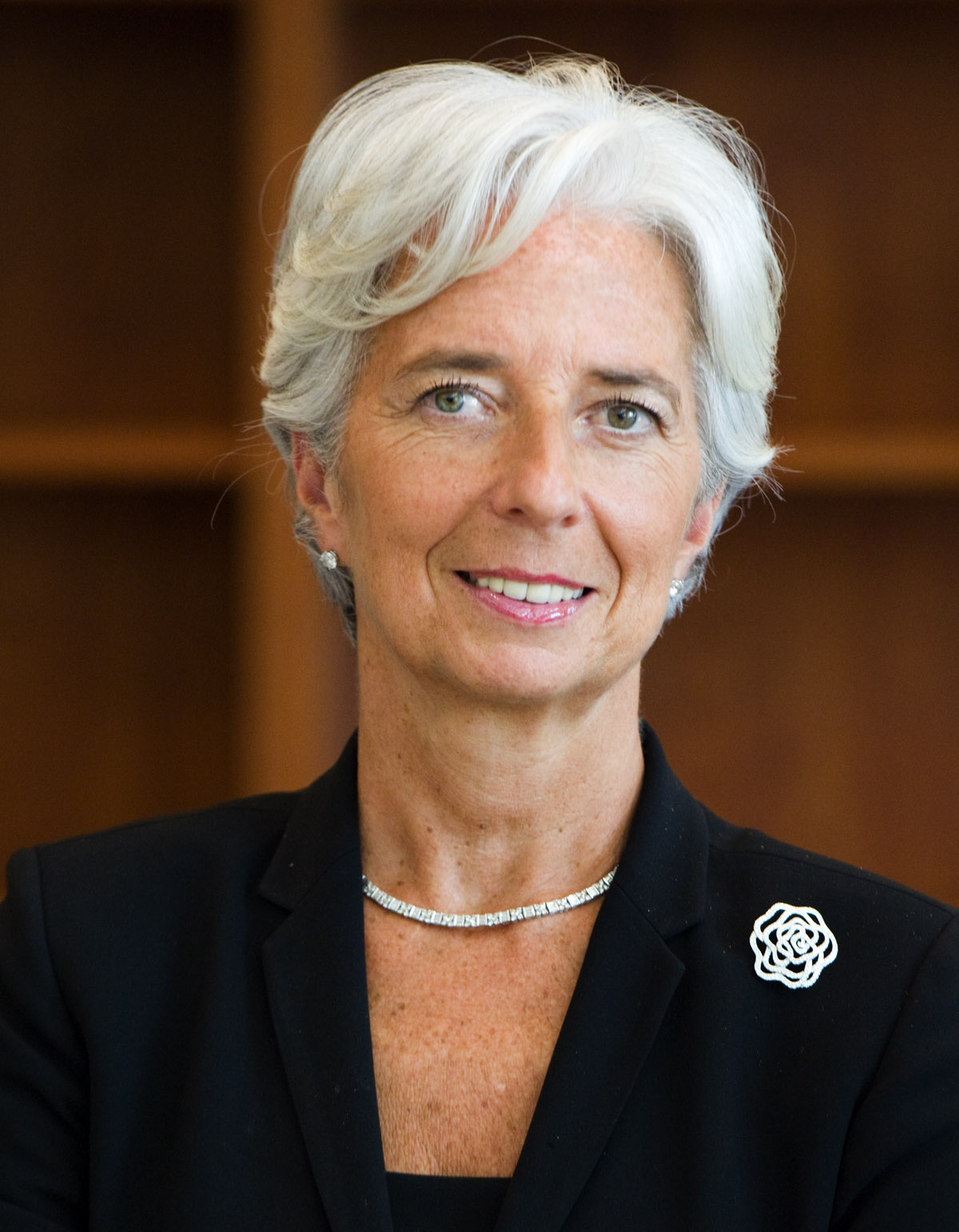
Christine Lagarde 5 lần: 2022, 2016, 2012, 2010 & 2009

### Có mặt 4 lần

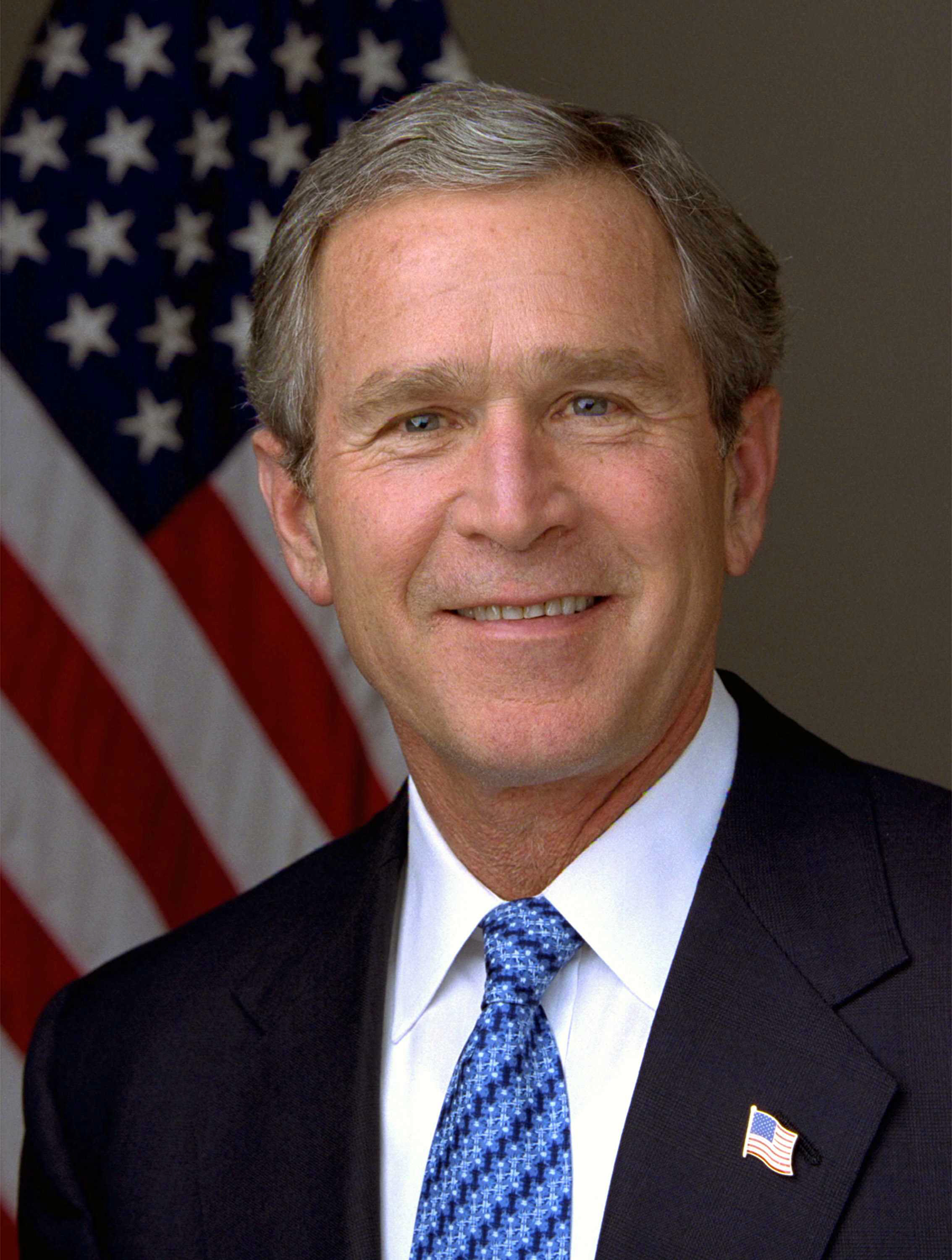
George W. Bush 2008, 2006, 2005 & 2004
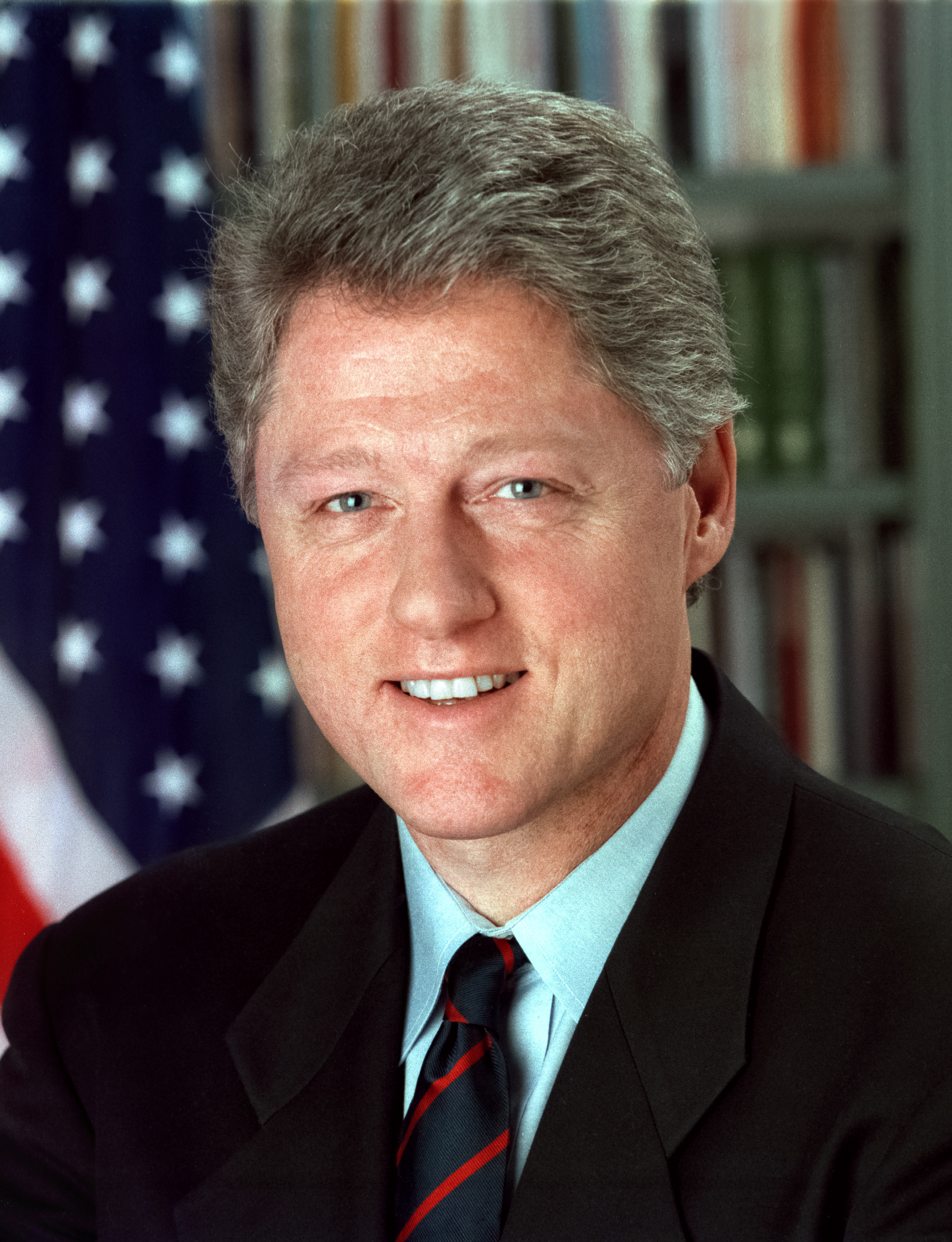
Bill Clinton 2010, 2006, 2005, & 2004
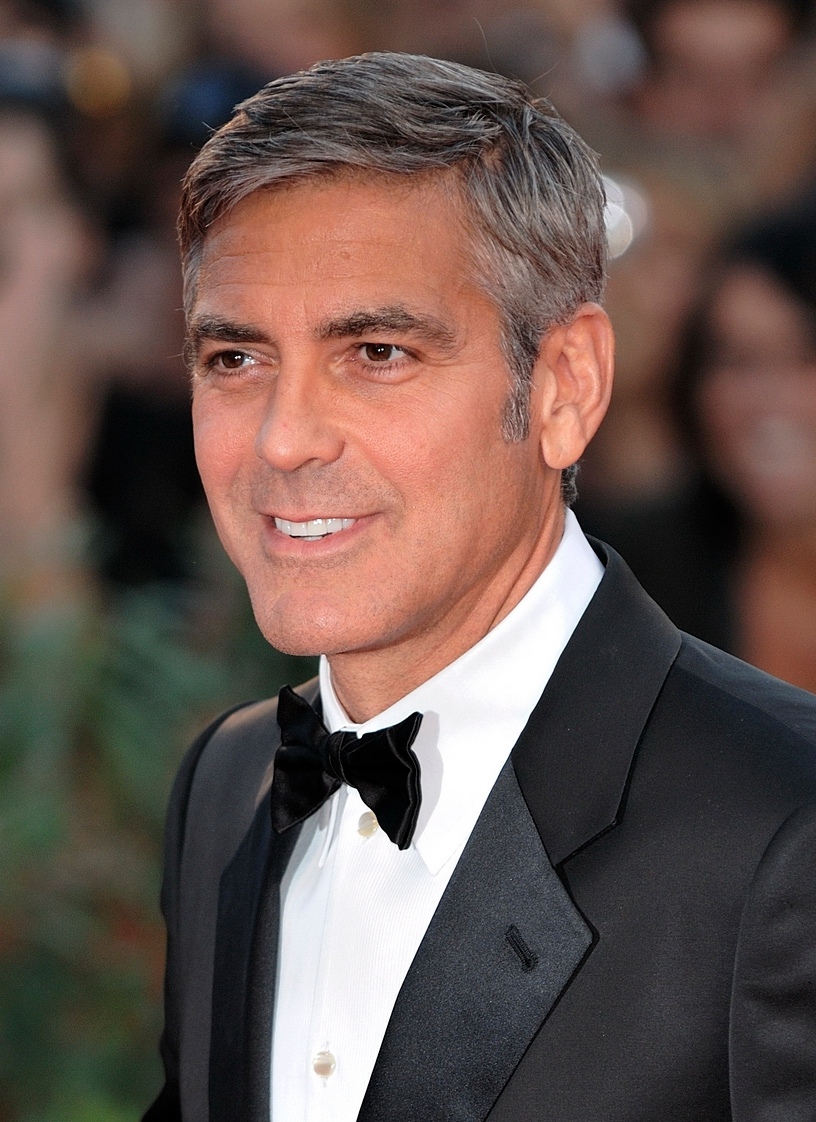
George Clooney 2009, 2008, 2007 & 2006
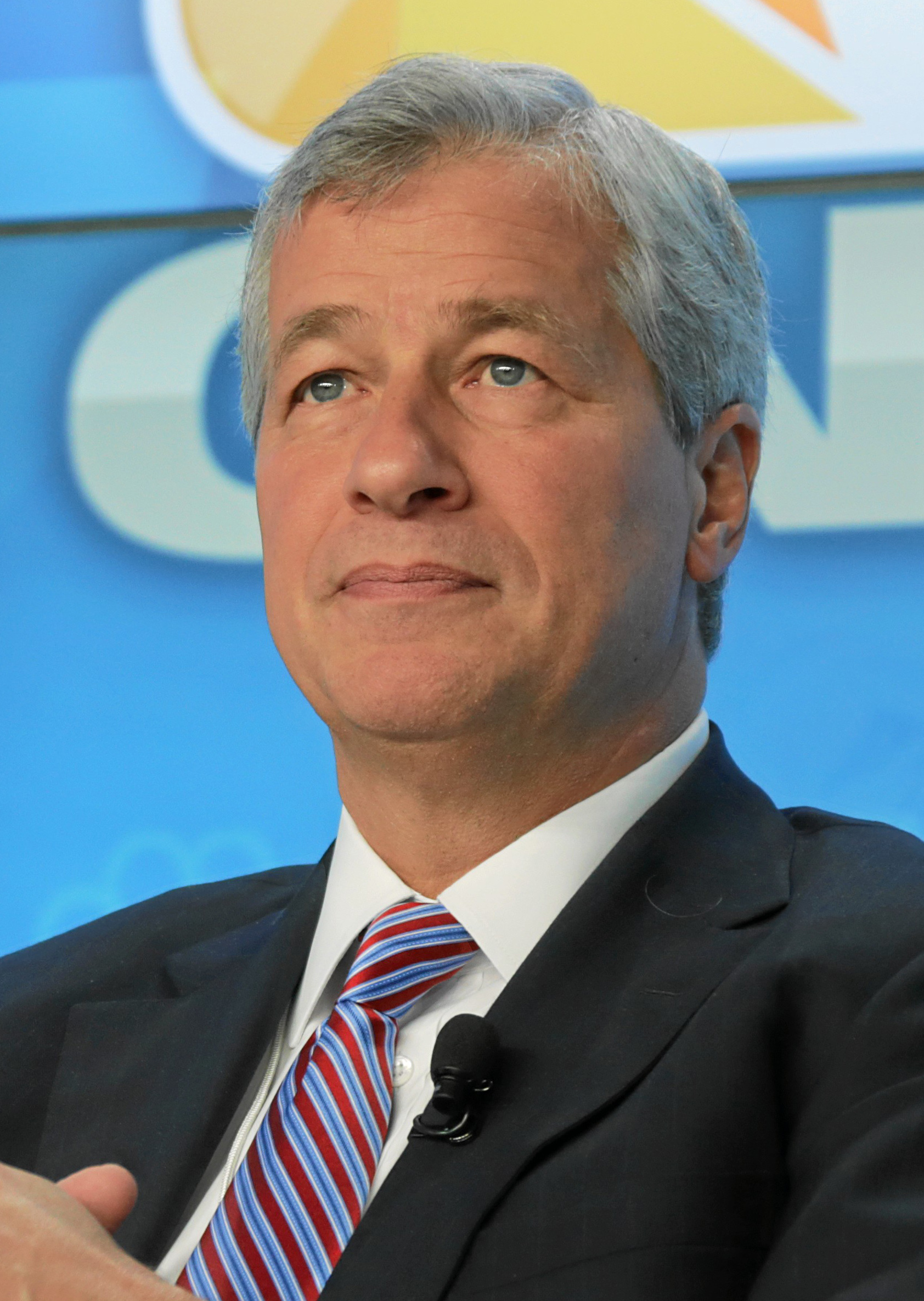
Jamie Dimon 2011, 2009, 2008 & 2006
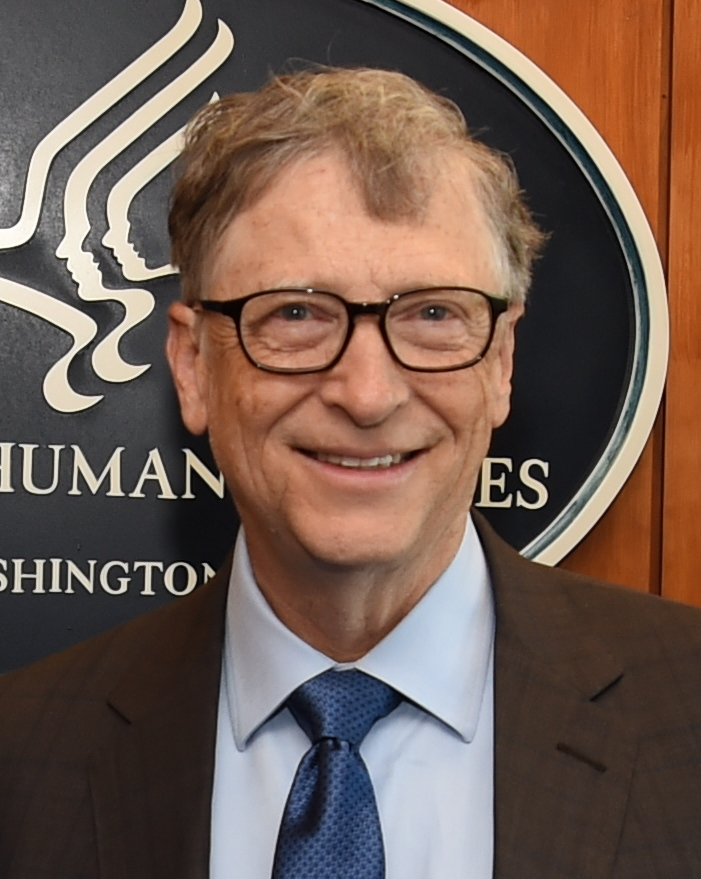
Bill Gates 2006, 2005, 2004 & the 20th century
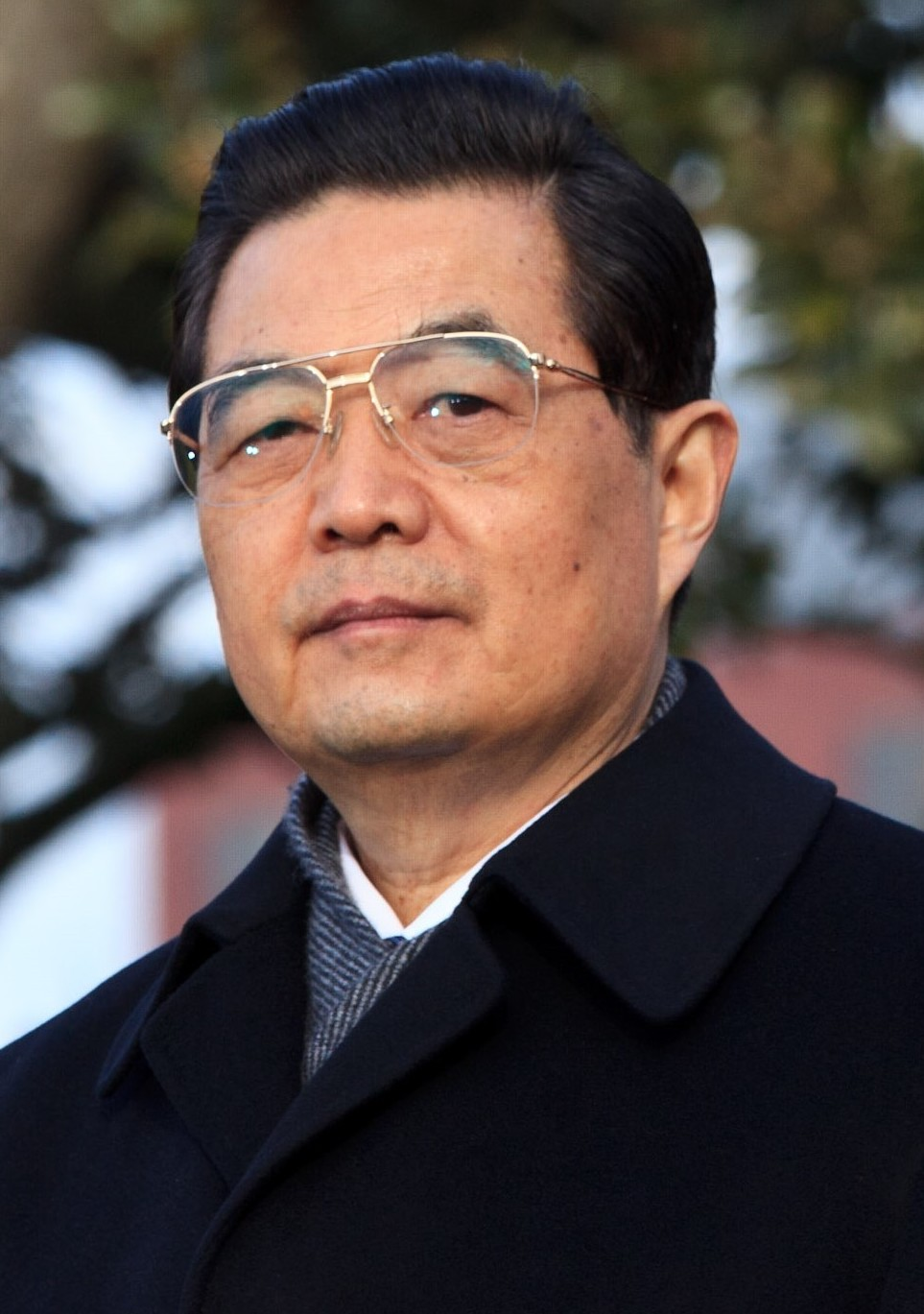
Hồ Cẩm Đào 2008, 2007, 2005 & 2004
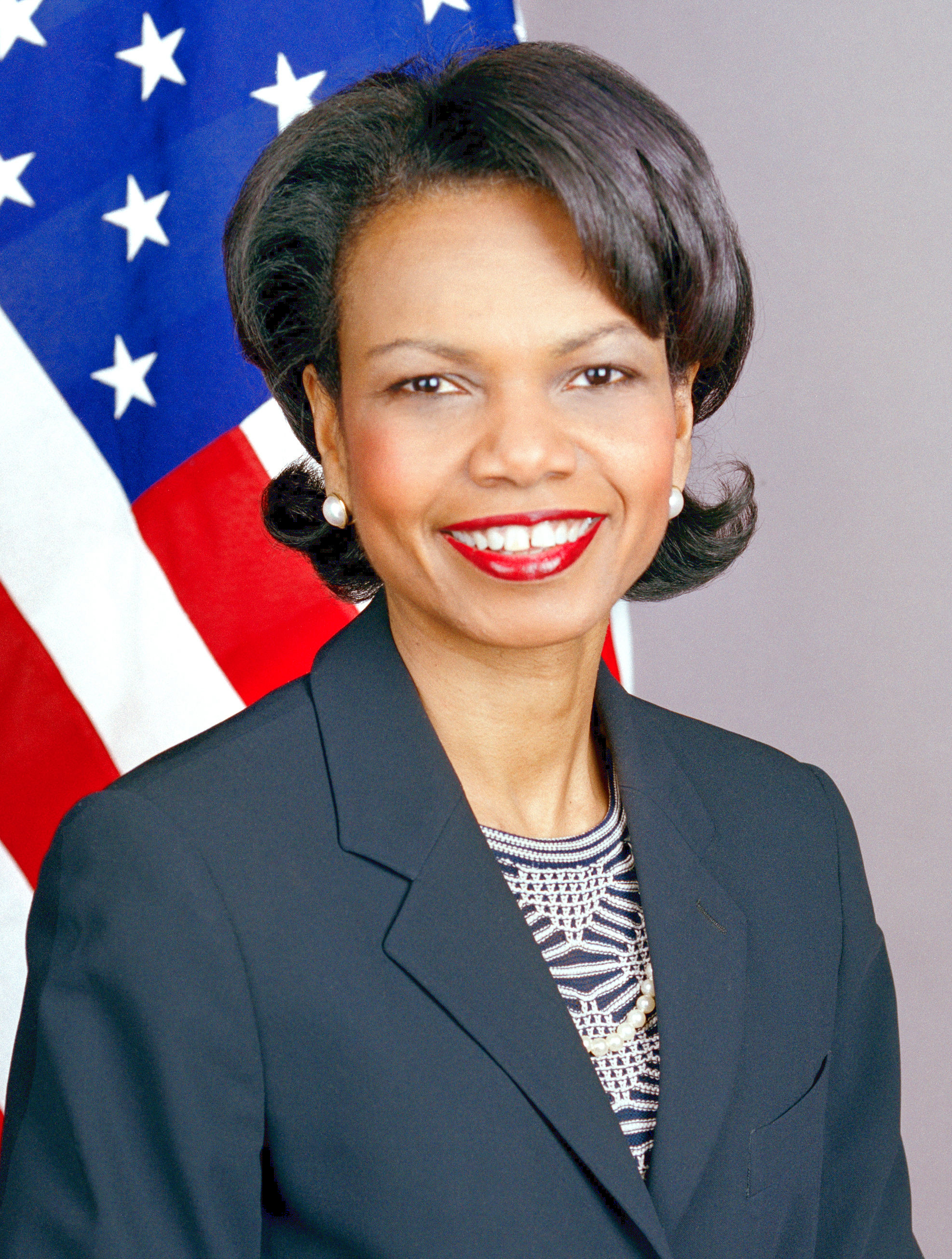
Condoleezza Rice 2007, 2006, 2005, & 2004
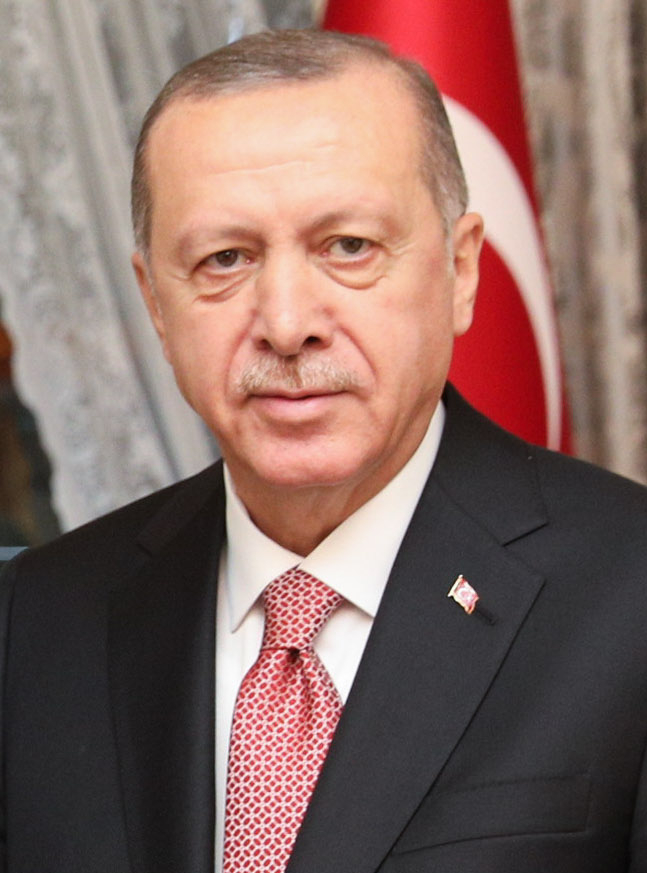
Recep Tayyip Erdoğan 2017, 2016, 2010 & 2004
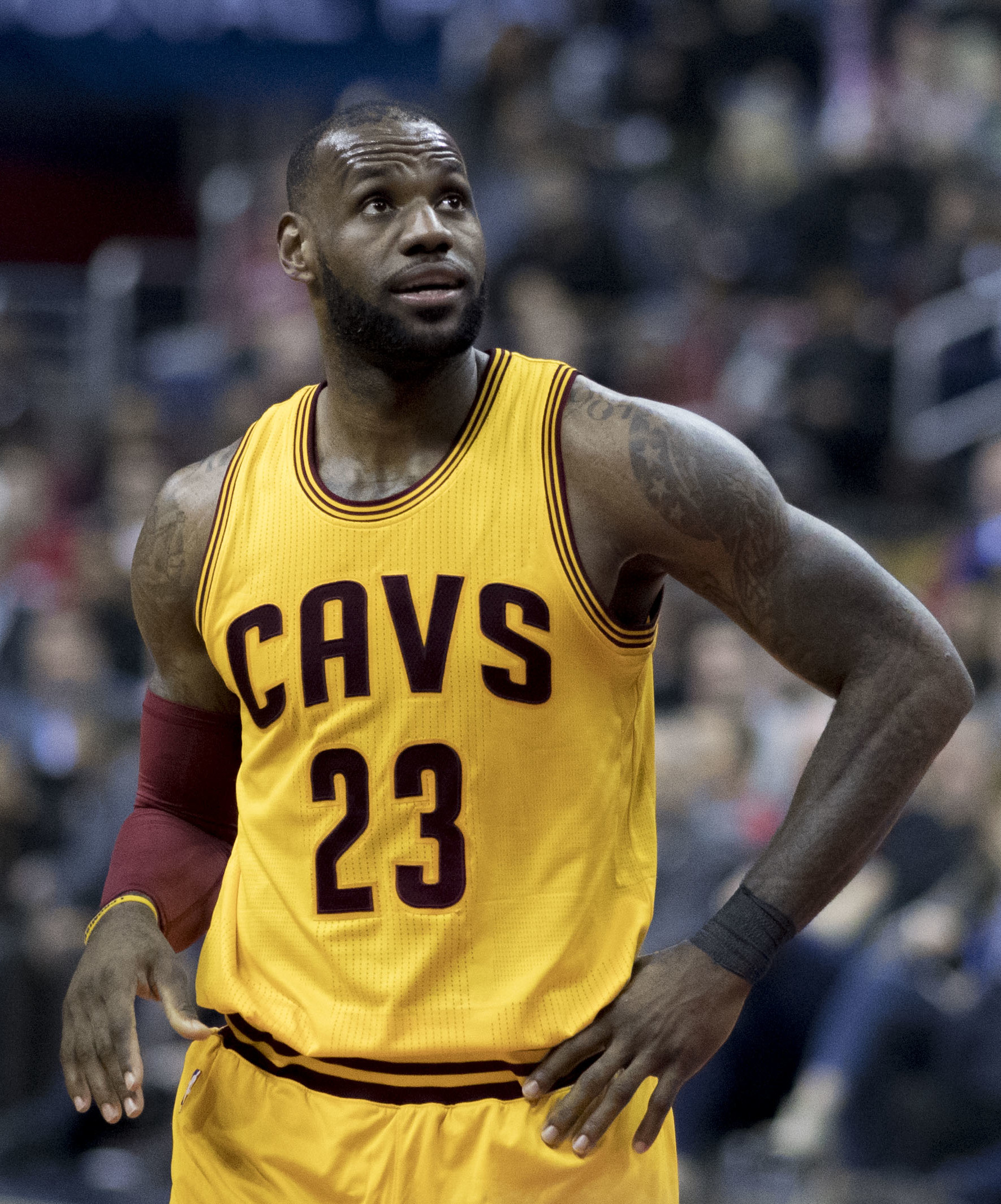
LeBron James 2019, 2017, 2013 & 2005
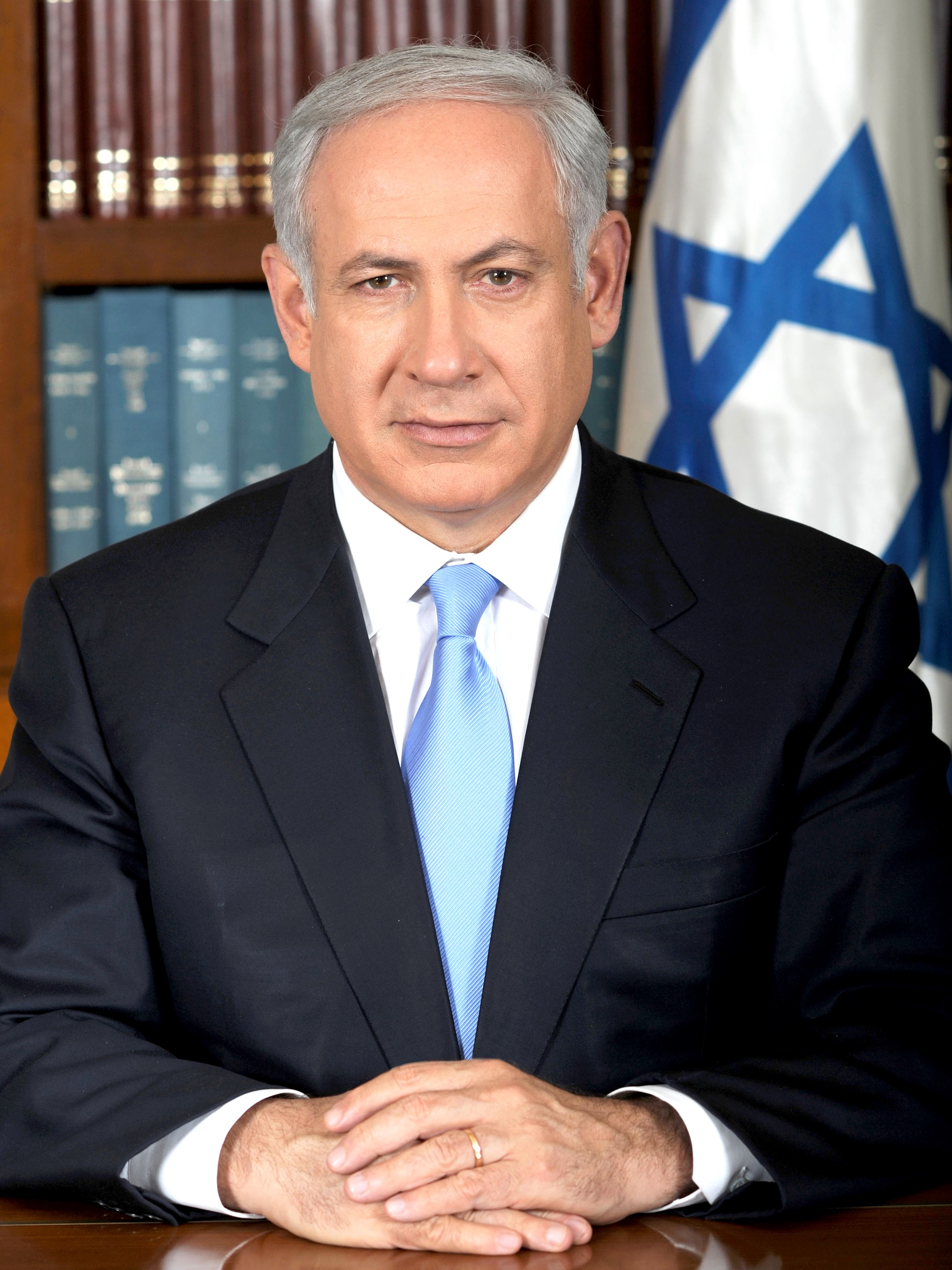
Benjamin Netanyahu 2019, 2015, 2012 & 2011
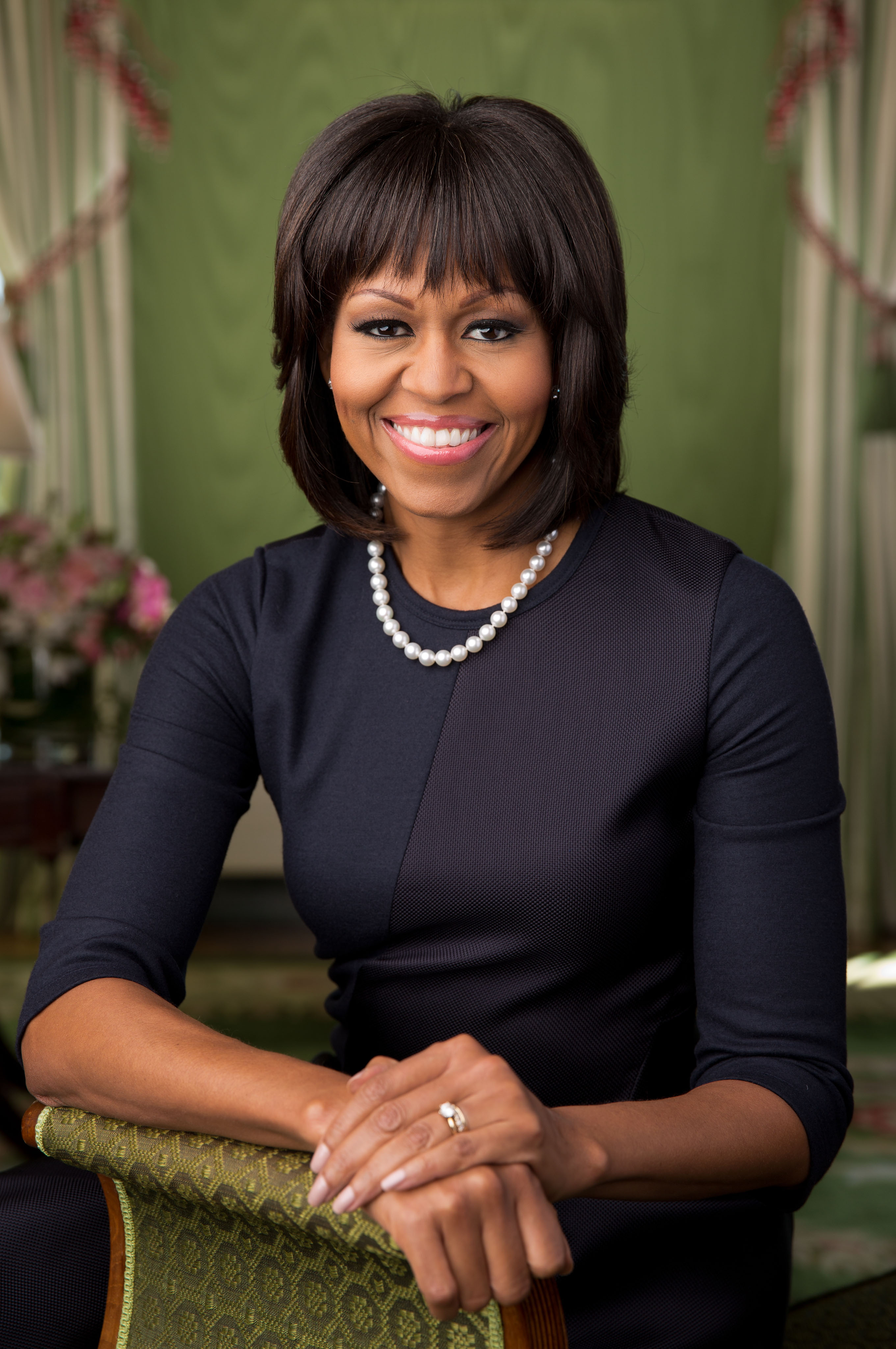
Michelle Obama 2019, 2013, 2011 & 2009
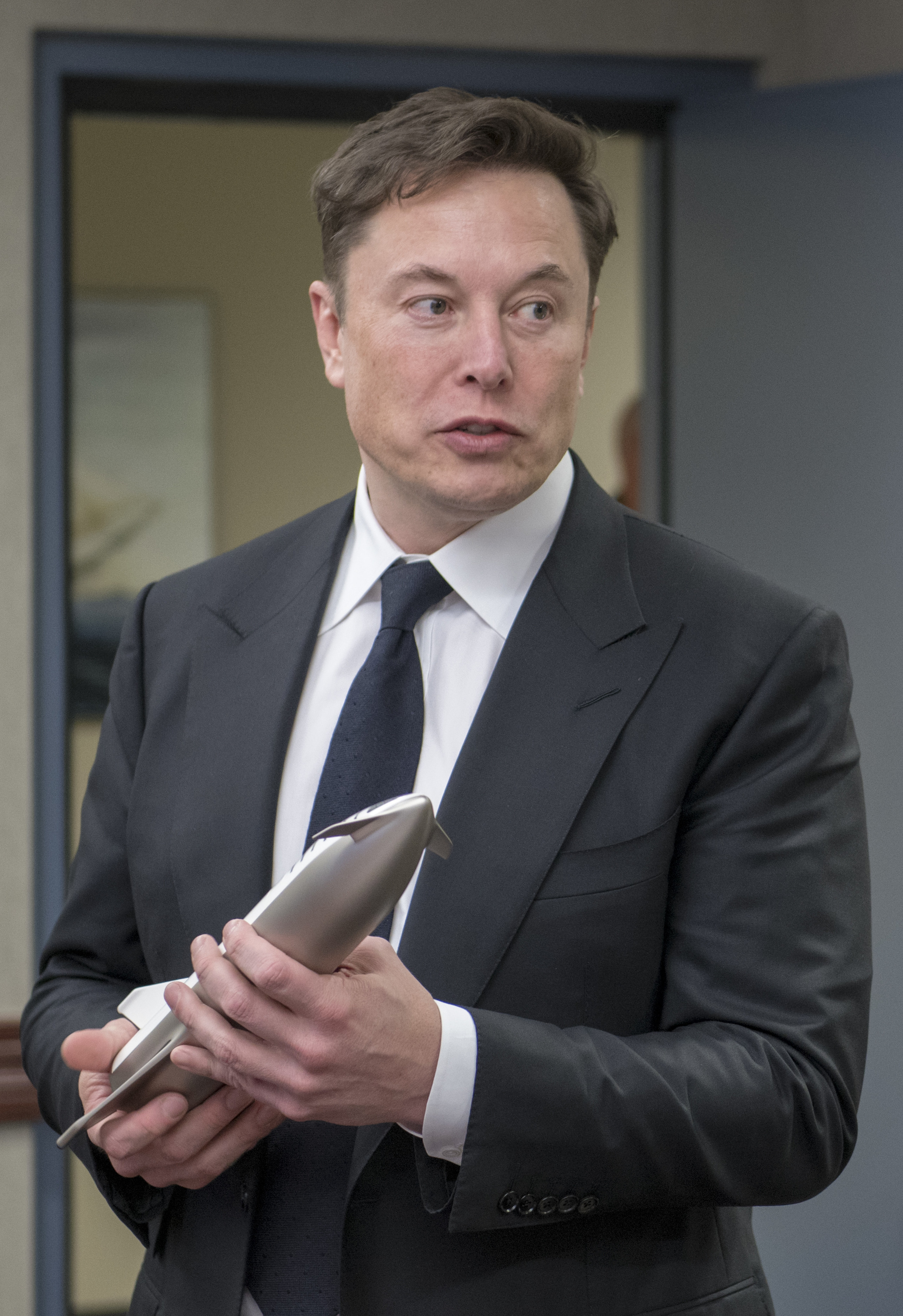
Elon Musk 2021, 2018, 2013 & 2010
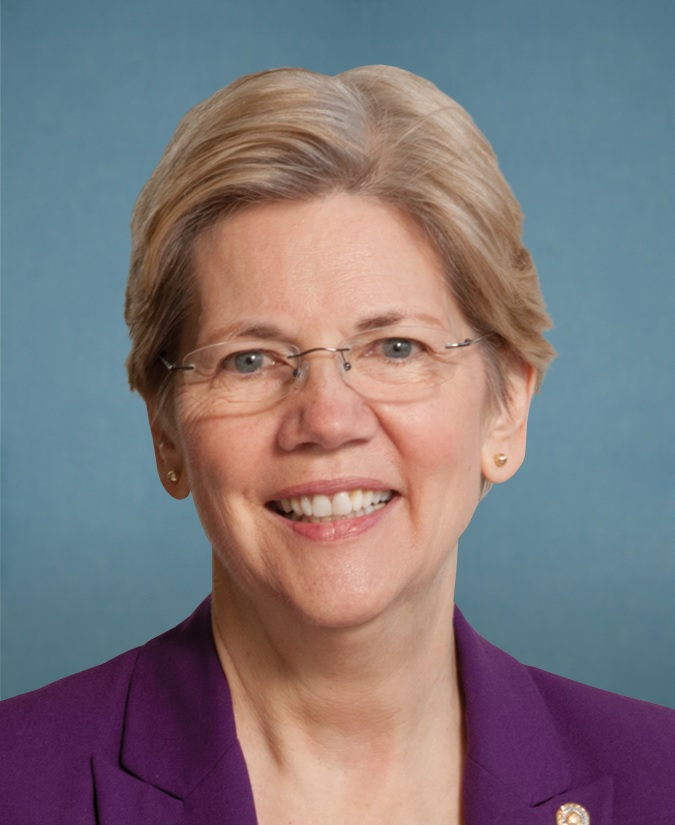
Elizabeth Warren 2017, 2015, 2010 & 2009
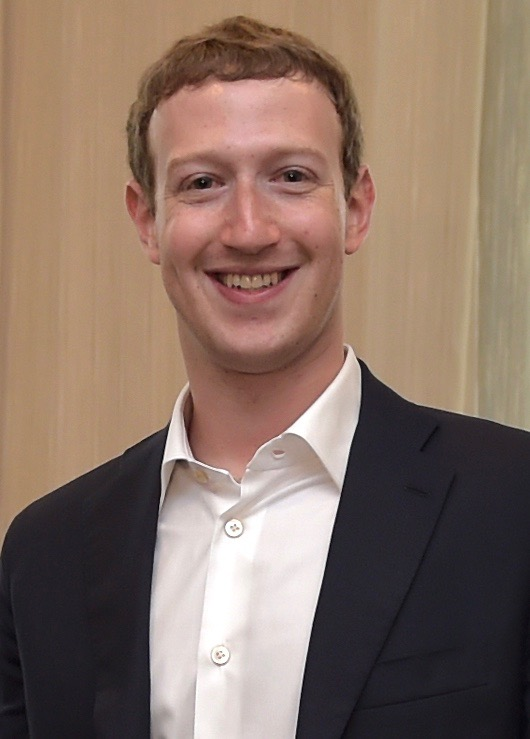
Mark Zuckerberg 2019, 2016,2011 & 2008

### Có mặt 3 lần

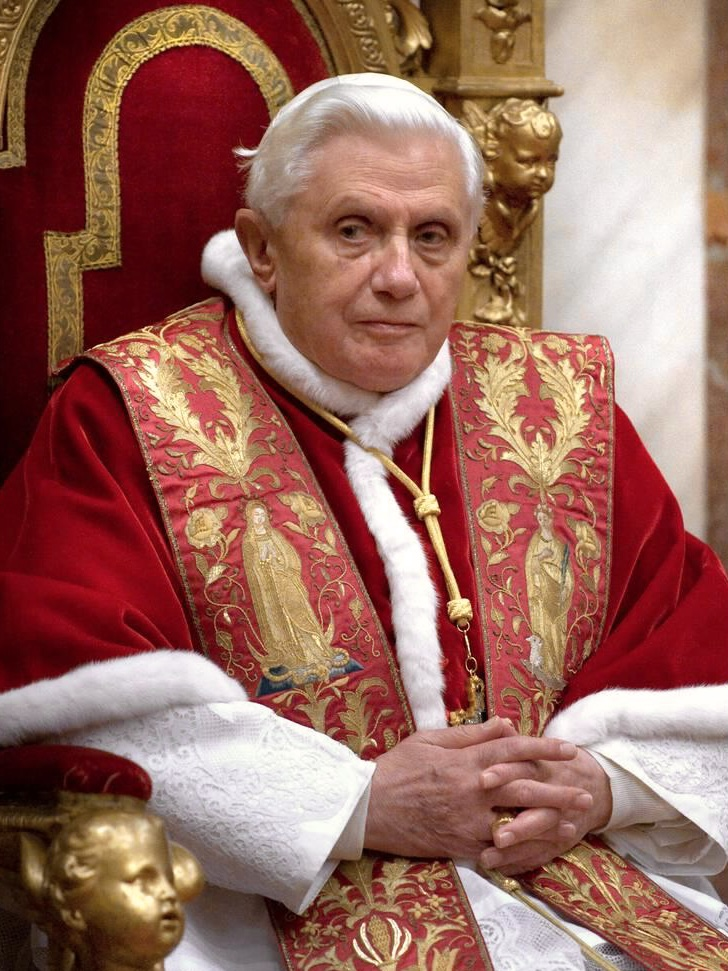
Giáo hoàng Benedict XVI 2007, 2006 & 2005
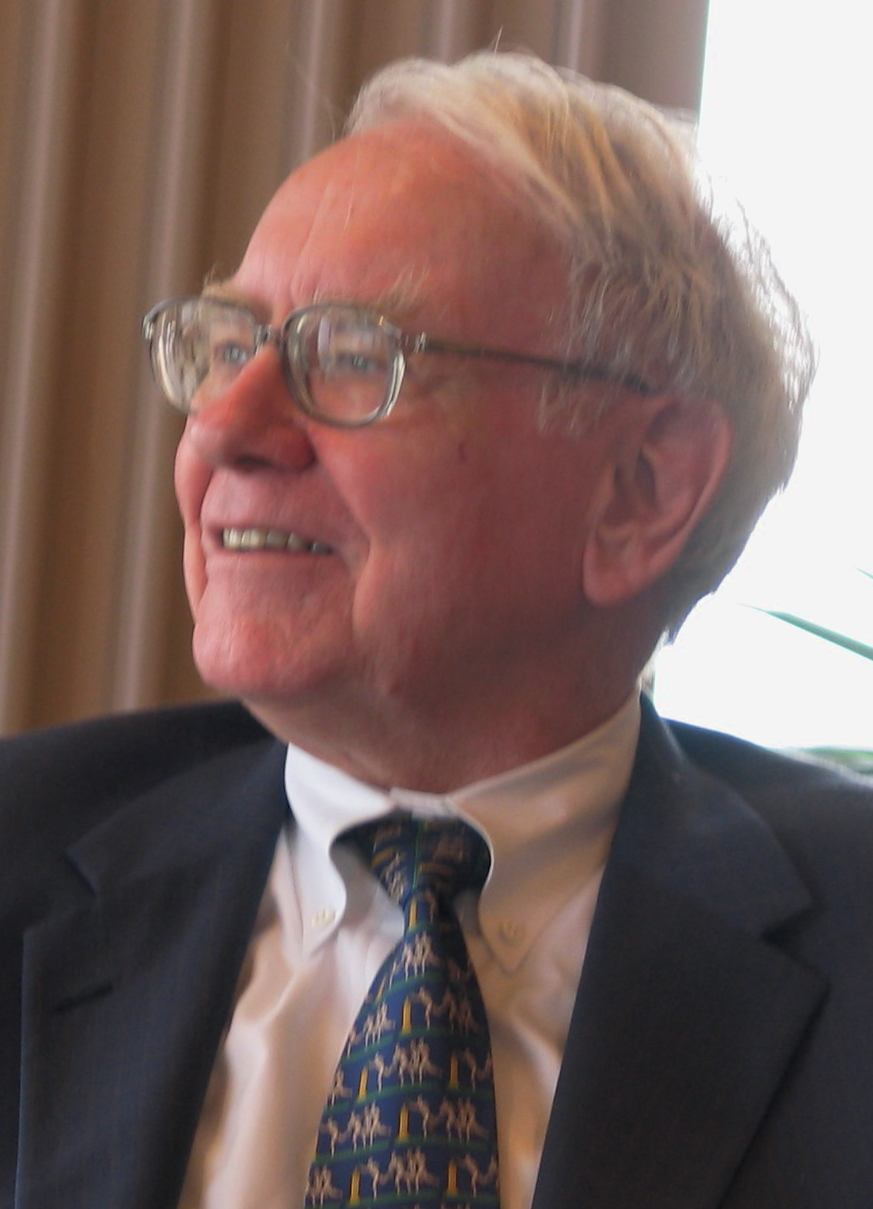
Warren Buffett 2012, 2007 & 2004
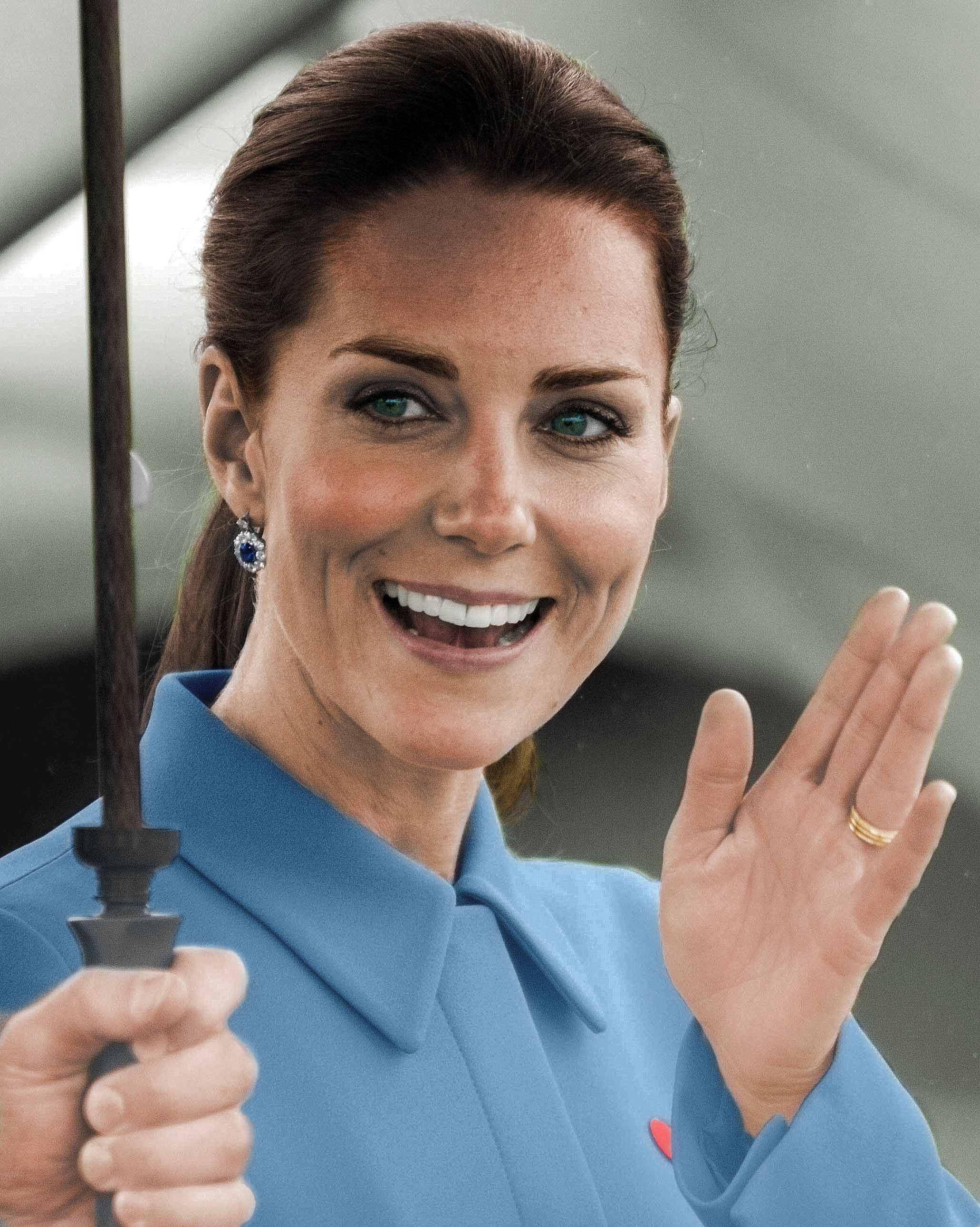
Catherine, Công tước phu nhân xứ Cambridge 2013, 2012 & 2011
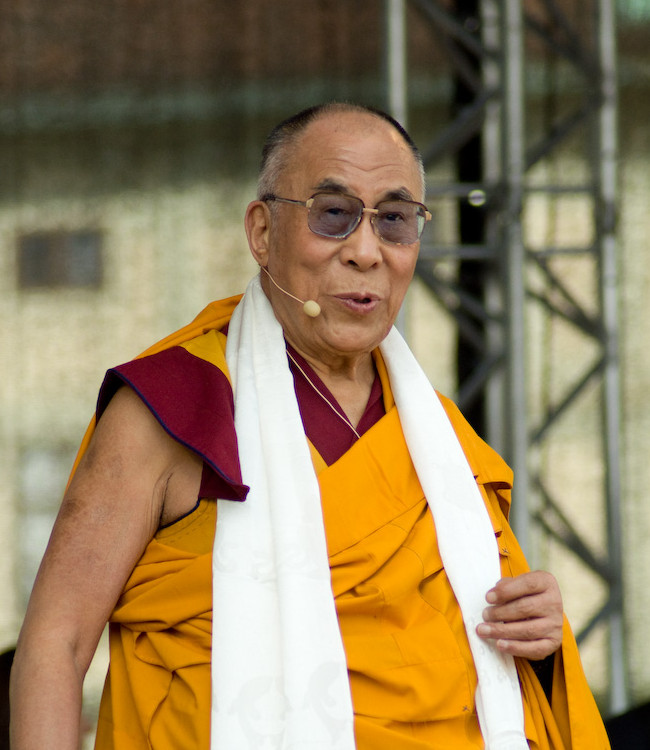
Tenzin Gyatso 2008, 2005 & 2004
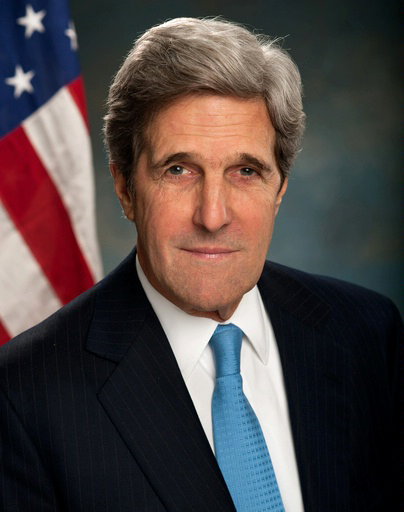
John Kerry 2016, 2014 & 2004
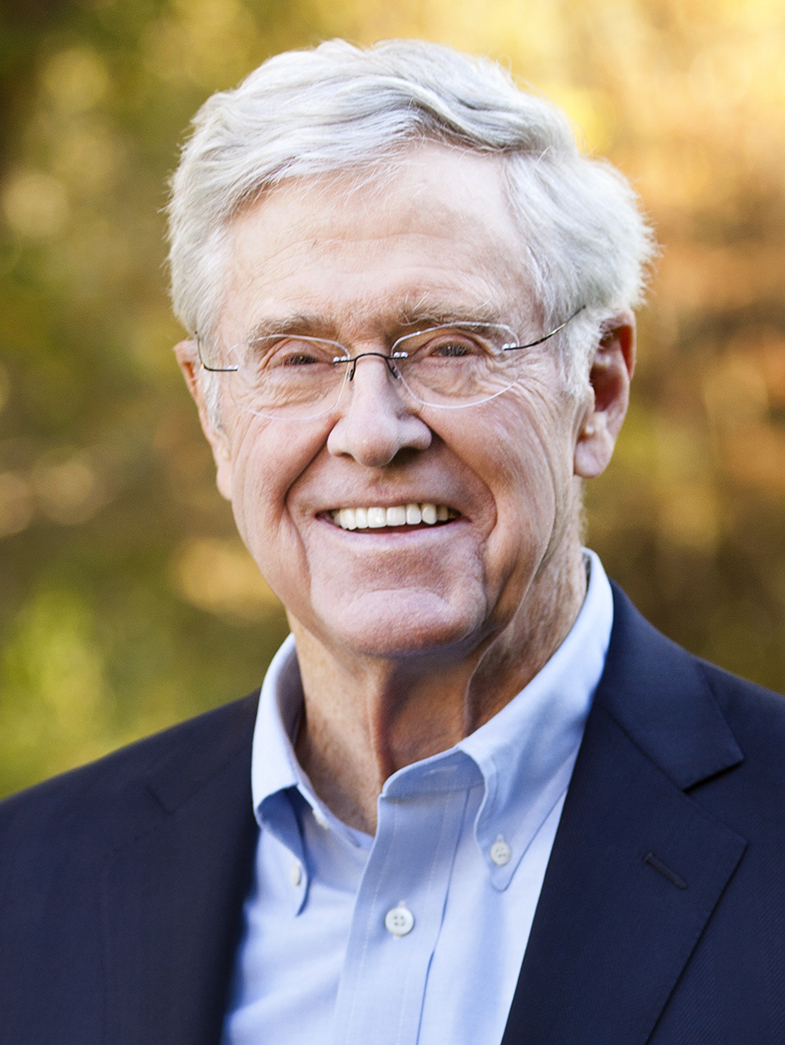
Charles Koch 2015, 2014 & 2011
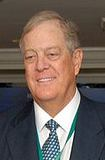
David Koch 2015, 2014 & 2011
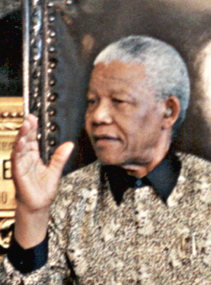
Nelson Mandela 2005, 2004 & the 20th century
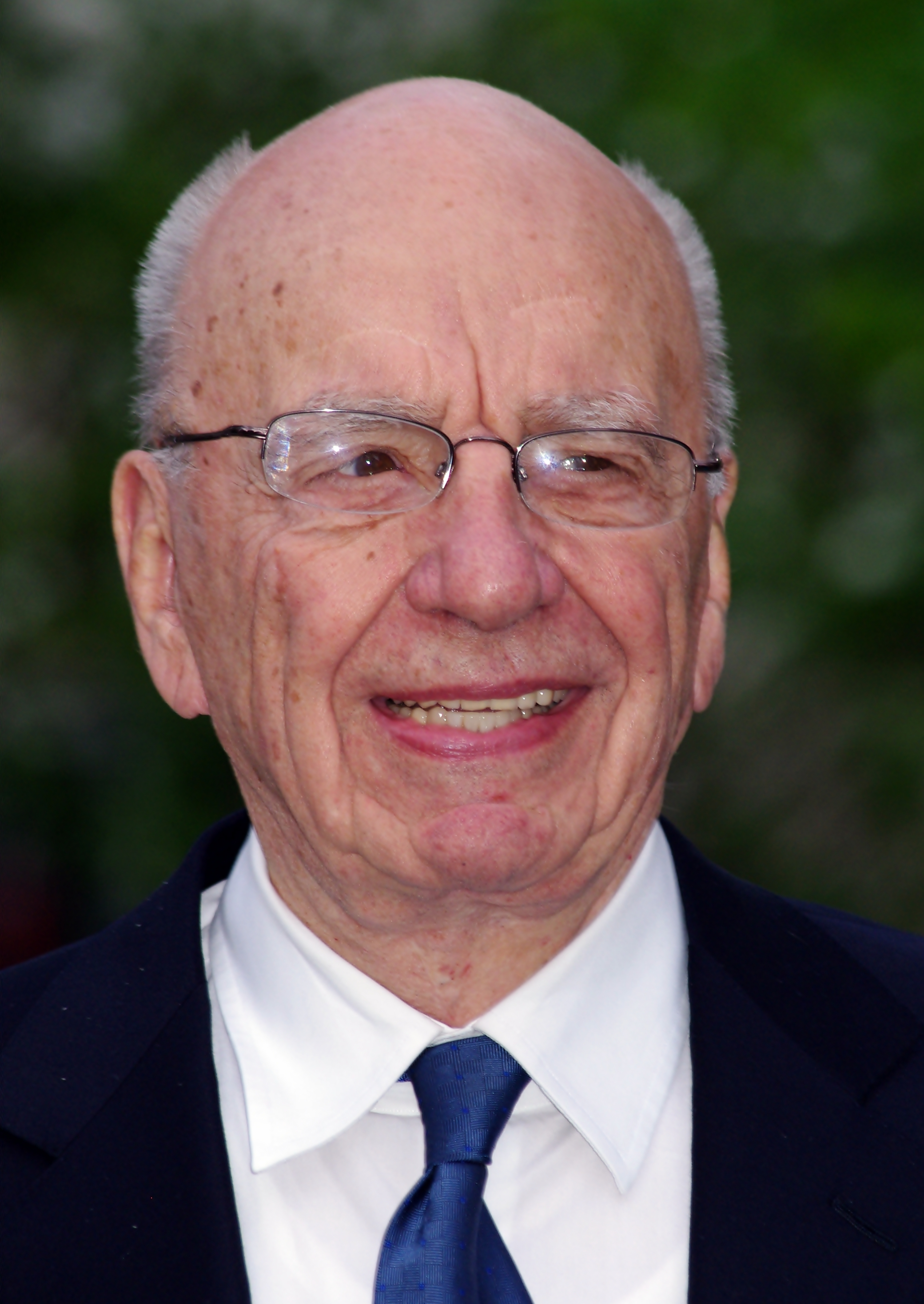
Rupert Murdoch 2008, 2005 & 2004
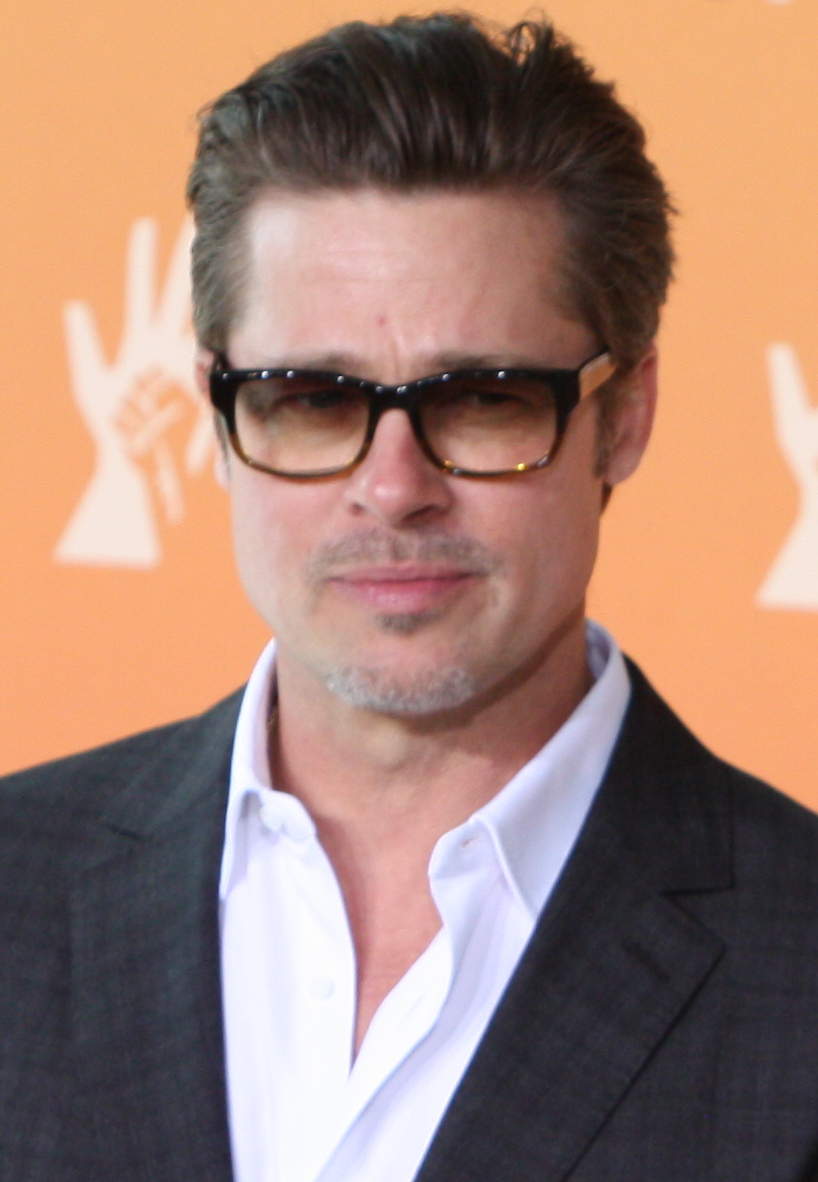
Brad Pitt 2009, 2008 & 2007
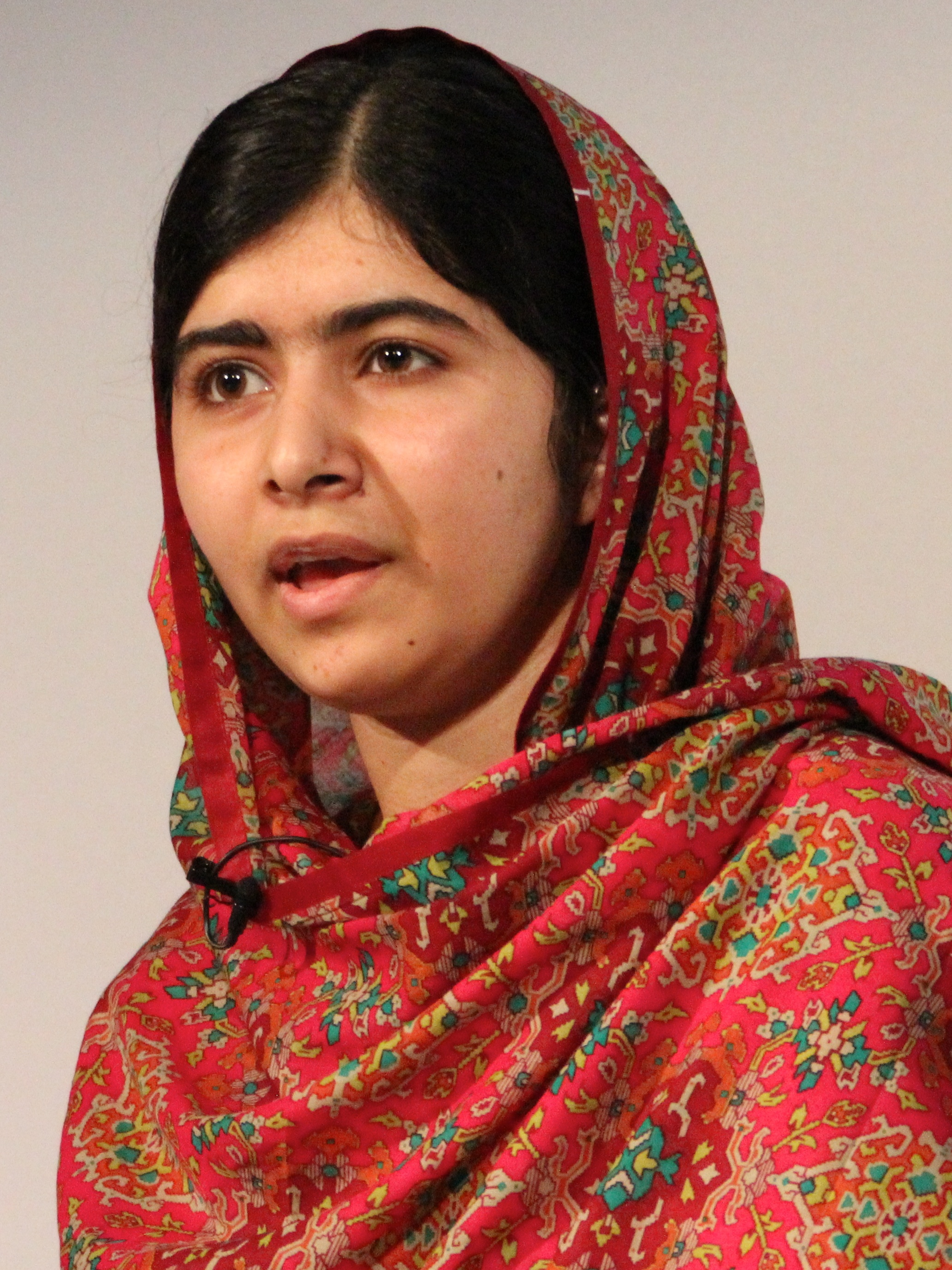
Malala Yousafzai 2015, 2014 & 2013

## Danh sách khác

### Time100 Next
Năm 2019, Time cho ra mắt danh sách Time 100 Next, tôn vinh "100 ngôi sao đang lên sẽ định hình nên tương lai của ngành thương mại, giải trí, thể thao, chính trị, khoa học, sức khỏe và hơn thế nữa."